# でんぱ組.inc
でんぱ組.inc（でんぱぐみインク、英語: Dempagumi.inc）は、日本の7人組女性アイドルグループ。マネージメントは株式会社ディアステージ、レーベルはトイズファクトリー傘下のMEME TOKYO。
秋葉原ディアステージの従業員「ディアガール」により前身ユニット「でんぱ組」を踏まえ2009年6月に結成され、メンバー変更を経て2024年1月14日に7人体制となる。全メンバーがヲタク（オタク）的要素を持ち合わせており、キャッチコピーは「萌えきゅんソングを世界にお届け」。
2025年1月5日にラストライブを行い、16年の活動に終止符を打った。 

## メンバー

### 活動終了時点のメンバー
※加入順。以下、公式プロフィール通りに記載。
| 名前     | よみ            | 誕生日   | 出身地 | 愛称         | 担当色         | キャッチフレーズ                         | ヲタクジャンル | 加入年月日          | 備考                                                 |
| -------- | --------------- | -------- | ------ | ------------ | -------------- | ---------------------------------------- | -------------- | ------------------- | ---------------------------------------------------- |
| 古川未鈴 | ふるかわ みりん | 9月19日  | 香川県 | みりんちゃん | 赤             | 歌って踊れるゲーマーアイドル             | ゲーム         | 結成メンバー 2009年 | センターを担当                                       |
| 相沢梨紗 | あいざわ りさ   | 8月2日   | 大阪府 | りさちー     | 白             | 2.5次元伝説!                             | 2.5次元        | 結成メンバー 2009年 | リーダーを担当                                       |
| 藤咲彩音 | ふじさき あやね | 12月7日  | 埼玉県 | ピンキー!    | ブルー         | 踊ってみたら七変化!                      | コスプレ       | 2011年12月25日      | 小鳩とチャペの泉 from でんぱ組.incを結成             |
| 鹿目凛   | かなめ りん     | 9月21日  | 埼玉県 | ぺろりん     | たまご色       | イラストも描けちゃうあなたの彼女♡        | DIY            | 2017年12月30日      | 根本とねもぺろ from でんぱ組.incを結成               |
| 天沢璃人 | あまさわ りと   | 7月19日  | 宮崎県 | りと         | ネイビーブルー | 甘党な独占欲モンスター                   |                | 2021年2月16日       | ミームトーキョーと兼任（RITO）                       |
| 小鳩りあ | こばと りあ     | 4月4日   | 福岡県 | りあぴ       | パウダーピンク | 福岡から来たもちもちハムスタボイスの天使 |                | 2021年2月16日       | 元ENGAG.ING 藤咲とチャペの泉 from でんぱ組.incを結成 |
| 高咲陽菜 | たかさき ひな   | 11月24日 | 山梨県 | ひなちゃん   | オレンジ       | やればできるぞひな鳥ーむ                 |                | 2021年2月16日       | 最年少 元虹のファンタジスタ                          |

### 途中で卒業したメンバー
- 小和田あかり（おわた あかり、11月20日生まれ、在籍期間：結成 - 2010年7月8日、担当色：無し）
在籍時は「正統派ヤンデレ少女ひきこもり系アイドル」をキャッチフレーズとしていた。
- 跡部みぅ（あとべ みぅ、3月2日生まれ、在籍期間：2010年6月3日 - 2011年12月25日、担当色：ピンク  [10]）
東京都出身。在籍時は「腐女子部部長」を担当し、「セクシー系小悪魔腐女子」をキャッチフレーズとしていた[11]。就職を理由に2011年12月25日に卒業[12]。
- 最上もが（もがみ もが、1989年[13][14]2月25日生まれ、在籍期間：2011年12月25日 - 2017年8月6日、担当色:紫   ）
東京都出身。藤咲彩音と共に2011年12月25日加入。在籍時は「宇宙を駆ける金色の異端児」をキャッチフレーズとしていた。2017年8月6日に脱退卒業[注 2](#6年ぶりのメンバー増減参照）。
- 夢眠ねむ（ゆめみ ねむ、7月14日生まれ、在籍期間：結成 - 2019年1月7日、担当色:ミントグリーン  ）
三重県出身。在籍時は「永遠の魔法少女未満」をキャッチフレーズとしていた。2019年1月7日に卒業（#6年ぶりのメンバー増減参照）。
担当色のミントグリーンは卒業時に緑色を担当していた根本凪が引継いでいる。
- 成瀬瑛美（なるせ えいみ、2月16日生まれ、在籍期間：2010年6月3日 - 2021年2月16日、担当色:イエロー  ）
福島県出身。在籍時は「ハイテンションA-POPガール」をキャッチフレーズとしていた。2021年2月16日に卒業。
- 根本凪（ねもと なぎ、3月15日生まれ、在籍期間：2017年12月30日 - 2022年4月30日、担当色：ミントグリーン  ）
茨城県出身。加入当時の担当色は緑色であった。在籍時は「歌って描けるポンコツカワウソ」をキャッチフレーズとしていた。2022年4月30日卒業。
- 愛川こずえ（あいかわ こずえ、10月25日生まれ、在籍期間：2021年2月16日 - 2022年12月31日、担当色：ライトグリーン  ）
東京都出身。在籍時は「踊ってみたからたどり着いたの」をキャッチフレーズとしていた。2022年12月31日卒業。
- 空野青空（そらの あおぞら、10月16日生まれ、在籍期間：2021年2月16日 - 2024年1月13日、担当色：スカイブルー  ）
富山県出身。在籍時は「次元を超えて恋する夢女子」をキャッチフレーズとしていた。2024年1月13日卒業。

## 略歴

### 結成、メンバー流動期
2007年12月、プロデューサーの福嶋麻衣子（もふくちゃん）が秋葉原地区にある末広町駅近くのビルの地下を間借りする形でライブ＆バー「ディアステージ」を開店。2008年9月に「DEMPAビル」に移転。2008年12月、ディアステージの店員であった古川未鈴、小和田あかりによって、前身となるユニット「でんぱ組」を結成し、シングル『Mirror Magic?』をインディーズレーベルから発売した。ユニット名の命名者は福嶋であり、「『うしろゆびさされ組』のようなレトロチックな名前にしたい気持ちが根底にあった」と述べている。また、当時命名会議に参加していたサエキけんぞうと小池雅也は、「でんぱ」の部分はDEMPAビルから引用したものであると述べている。
2009年6月、西村めめ（現：相沢梨紗）、夢眠ねむが加入。これを機に福嶋は「でんぱ組を新しい感じにリニューアルする名前にしたい」と持ちかけた。福嶋が「（MOSAIC.WAV、LOVE.EXEなどに倣い）拡張子が付くとアキバっぽくて良いのではないか」と提案したところ、「.inc」を付けることになり「でんぱ組.inc」への改名が決まった。しかし、サエキはユニット名を「組」で終わらせるのは前述の「うしろゆびさされ組」の踏襲になってしまうため避けたいと考え、「末尾に会社（incorporated）を意味する『.inc』を付けたら面白いのではないか」と命名したのが真相であると述べている。なお、本来の表記は「でんぱ組.inc」だが、レコードレーベルのLantisの手違いで「でんぱ組inc.」と表記されたデビューシングルがそのまま発売されてしまった。
2010年2月24日、PCゲーム『トロピカルKISS』の楽曲を収録したULTRA-PRISMとのスプリット・シングル「Kiss+kissでおわらない/Star☆tin'」をLantisより発売しメジャーデビュー。6月3日にえいたそ（現：成瀬瑛美）と跡部みぅが加入し、7月8日に小和田が脱退。8月15日に西村めめが相沢梨紗に、2011年1月28日にえいたそが成瀬瑛美にそれぞれ改名した。7月6日には、でんぱ組.inc初単独リリースとなる2ndシングル『ピコッピクッピカッて恋してよ』がLantisより発売され、同シングル発売と同時期に相沢がグループのリーダーに就任した。
2ndシングル発売から二ヶ月後の9月9日、プロデューサーの福嶋とトイズファクトリーが共同で設立した新レーベル「MEME TOKYO」に移籍し、11月16日に3rdシングル『Future Diver』を、12月14日に1枚目のアルバム『ねぇきいて?宇宙を救うのは、きっとお寿司…ではなく、でんぱ組.inc!』をMEME TOKYOから発売した。12月25日、初のワンマンライブを原宿アストロホールで開催。この公演を以って跡部が卒業し、最上もが、藤咲彩音が加入する。

### ワンマンツアー開催、日本武道館公演、オリコン上位ランク入り

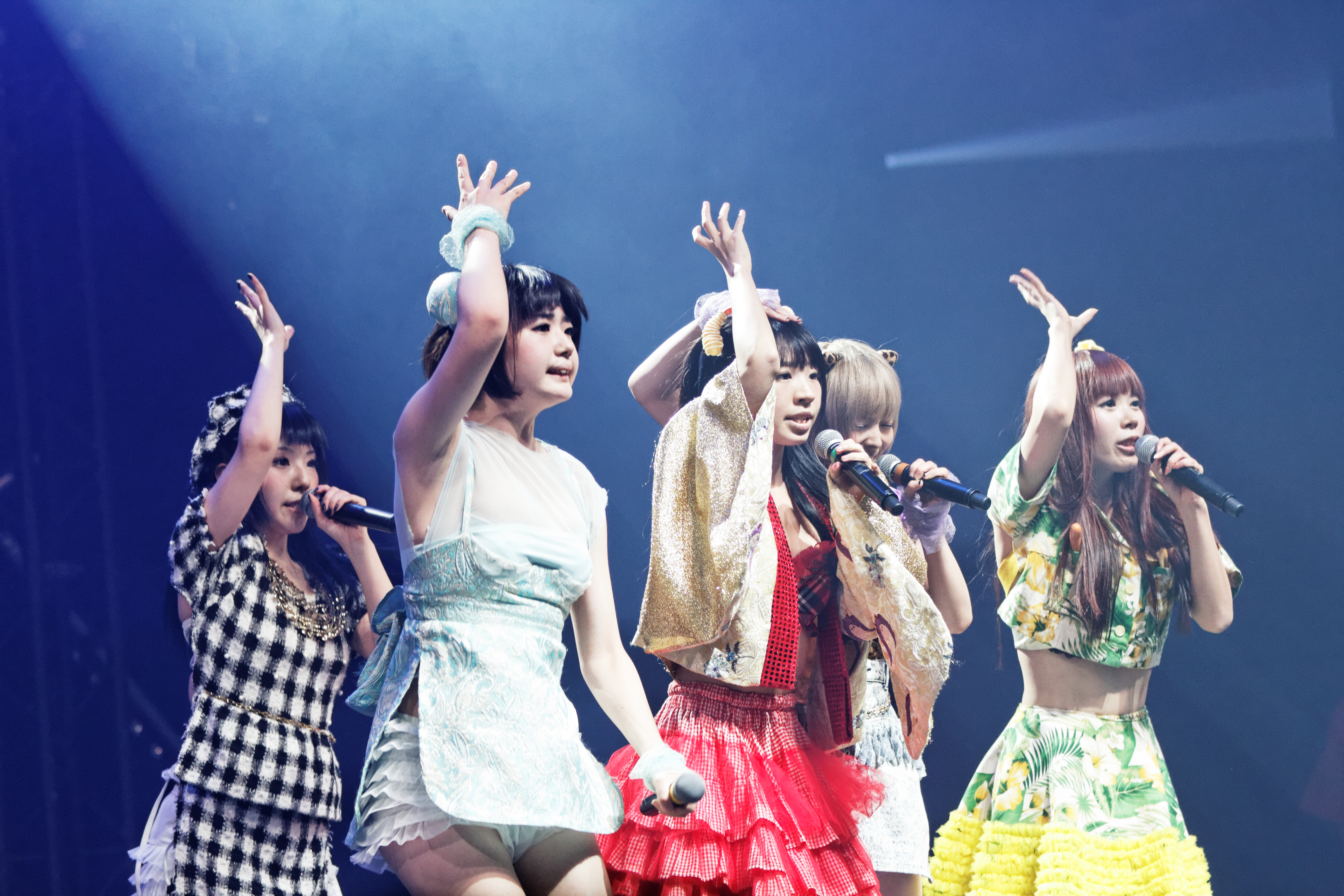
2013年7月にはフランスで開催されたJapan Expo 2013に出演した。

2012年2月26日、「第1回 アイドル横丁杯!!」に出場し優勝。5月23日に4thシングル、7月18日に5thシングルを発売。6月15日からは、テレ朝動画でバラエティ番組『でんぱの神神』が配信開始する。9月16日には、6人体制となって初のワンマンライブを開催し、このライブで古川は、「メンバーで話し合って目標を立てました。この6人で武道館でライブがしたいです!」と宣言 した。
2013年の1月5日から20日まで、初のワンマンライブツアーを開催。1月16日に、メンバーの実体験を元にしたドキュメンタリーソング「W.W.D」を含む6thシングルが発売され、オリコンチャート10位を記録し初のトップ10入り、続く5月29日の7thシングルでは同6位と更に順位を上げた。8月31日に大阪城野外音楽堂、9月16日に日比谷野外音楽堂でワンマンライブを開催。10月2日に8thシングルを発売（オリコン8位）、12月11日には2枚目のアルバム『WORLD WIDE DEMPA』を発売しオリコンアルバムチャート5位を記録した。
2014年1月4日からは2度目の全国ツアーを開始。このツアー2日目の公演中、スクリーンに「武道館公演決定!」と映しだされ、日本武道館公演が開催されることがサプライズ発表された。事前に知らされていなかったメンバーは号泣し、古川は「今年中に絶対武道館に行きたいって思ってたから本当にうれしい」、「夢って本当に叶うんですね」 と述べた。5月6日、日本武道館公演を開催し、約1万人を動員した。
3月12日、9thシングル『サクラあっぱれーしょん』が発売され、オリコンチャート3位を獲得した。5月14日に10thシングル（オリコン9位）を、7月30日に11thシングル（オリコン10位）を発売。7月23日から9月2日まで、全国ライブハウスツアーを開催 した。9月20日には、妄想キャリブレーションとのコラボレーションユニット「宇宙は11次元で出来ている」としてシングル『Stand〜ここにいるよ〜』を発売。
10月19日から地上波テレビでは初の冠番組となる『でんぱジャック-World Wide Akihabara-』がフジテレビ系列にて放送開始。10月25日、タイ・バンコクで開催された「Anime Idol Asia」で、夢みるアドレセンス、仮面ライダーGIRLSと3組合同ライブを公演。11月12日に「でんぱ組.inc×gdgd妖精s」名義のシングル『愛があるから!!』を発売。同月26日には12thシングル『でんぱーりーナイト」（オリコン6位）を発売した。

### 代々木体育館公演、対バンツアー主催、オリコン2位

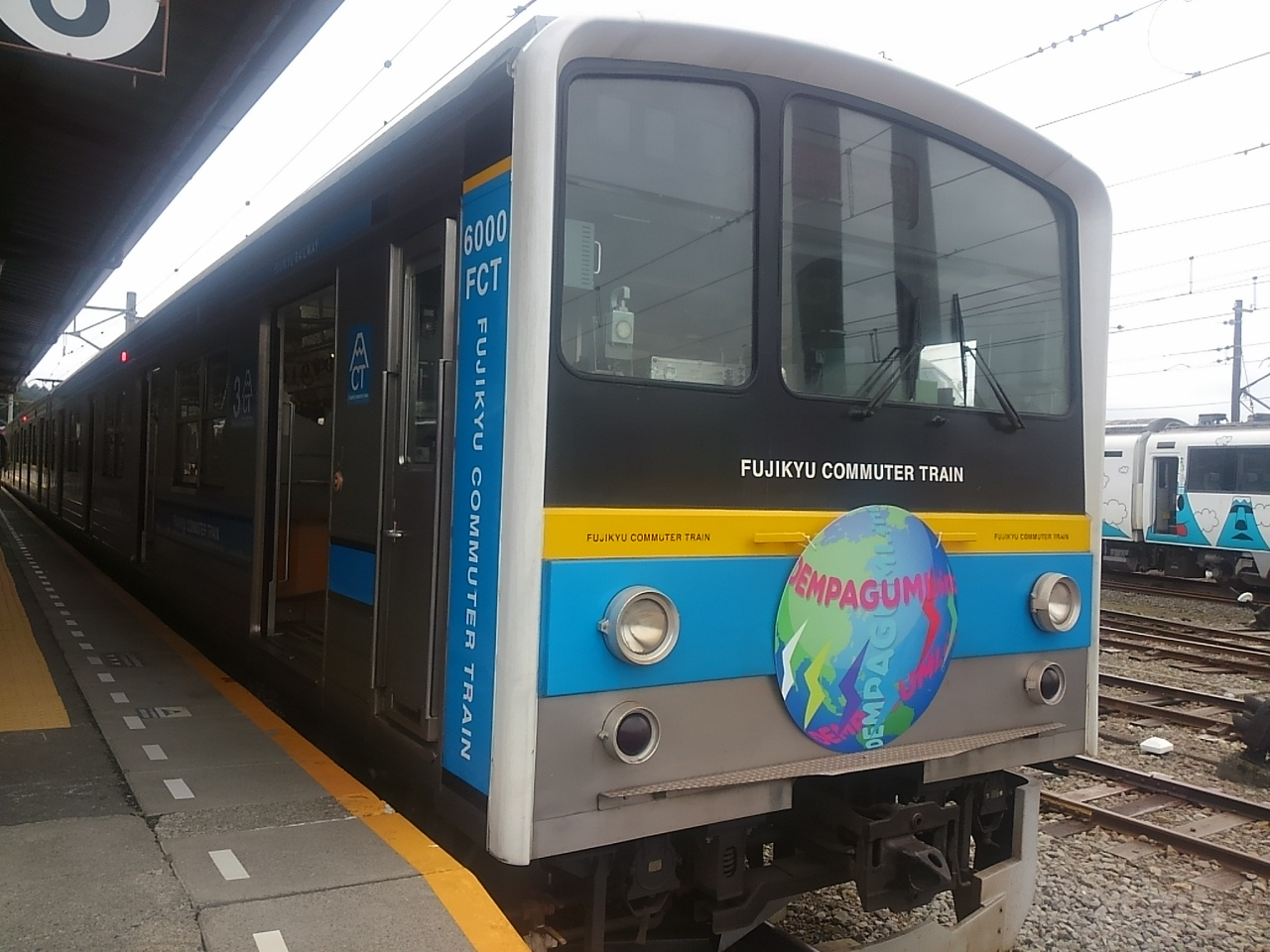
河口湖ステラシアターでのワールドツアーファイナル公演に伴い富士急行線ではオリジナルヘッドマークを掲げた列車の運行が行われた。2015年9月27日、河口湖駅にて撮影。

2015年2月10日・11日、2日間にわたってワンマンライブを代々木第一体育館で開催し、のべ2万人の観客を動員した。2月27日から5月6日にかけては全国ホールツアーを開催。7月16日から8月6日には、対バンツアー『かがやきツアー』を初めて主催 した。9月26日と27日には、6・7月の『ワールドツアー』（海外の日本文化系イベントへの連続出演）の凱旋ファイナル公演と銘打って、河口湖ステラシアターにてライブを開催した。また、6月19日には『ミュージックステーション』（テレビ朝日）に初出演 している。
同年の楽曲リリースでは、2月18日に3rdアルバム『WWDD』を発売しオリコンアルバムチャート3位を記録。4月29日には、中川翔子とのコラボレーションユニット「しょこたん♥(だいすき)でんぱ組」としてシングル『PUNCH LINE!』 を発売した。6月17日、13thシングル（オリコン3位） を発売。9月16日、14thシングル『あした地球がこなごなになっても』を発売し、オリコンシングルチャートでは初の2位、Billboard JAPANシングルチャートでは初の1位を記録 した。また10月9日と12月18日には配信限定シングルを発売し、両シングルのジャケットイラストを相沢が手掛けた。
10月25日にMTVヨーロッパがイタリアで開催する音楽授賞式『2015 MTV EMA』の「ベスト・ジャパン・アクト部門」において、9月15日にワイルドカードとなる5組目としてTwitterでの投票数で選出されノミネート、さらに10月15日にはウェブ投票の結果、日本代表に決定した。
2016年には、1月から3月に「3ヶ月連続配信シングル」として毎月一曲ずつ配信。1月9日から4月2日にかけて、21都道府県30公演のツアーが行われた。4月27日には4thアルバム『GOGO DEMPA』を発売（オリコンアルバムチャート3位）。7月から9月には2度目の対バンツアーを主催。アニメ『斉木楠雄のΨ難』とのタイアップで、エンディングテーマとなる曲を8月8日に配信リリース し、2期オープニングテーマとなる15thシングルを11月2日に発売（オリコン5位） した。12月21日には、初のベストアルバムを発売（オリコンアルバムチャート4位）。

### 6年ぶりのメンバー増減
2017年1月に『幕神アリーナツアー2017 電波良好Wi-Fi完備!』を開催し、幕張イベントホール（6・8・9日）、ワールド記念ホール（14・15日）、追加公演として日本武道館（20日）にてライブを行った。
8月6日、最上が同日付でのグループ脱退をブログで表明。「心と身体のバランスが取れなくなり、このままでんぱ組.incとして活動していくことがとても難しくなりました。今まで何度か決まっていた現場を体調不良で欠席しましたが、今後もその可能性がゼロとは言えず、これ以上迷惑をかけたくない気持ちで脱退することを決めました」と述べた。脱退後も引き続きディアステージに所属し、ソロ活動をするとした。9月1日には公式サイトが5人体制に刷新 された。
9月28日、ロシア・モスクワのガレージ現代美術館で開催された村上隆個展のレセプションパーティーにて、シークレットゲストとして登場し、新5人体制による初ライブを披露した。
12月30日に大阪城ホールにて開催された『JOYSOUND presents ねぇもう一回きいて?宇宙を救うのはやっぱり、でんぱ組.inc!』公演にて、ベボガ!（虹のコンキスタドール黄組）の鹿目凛、虹のコンキスタドールの根本凪が新しく兼任加入し、7人体制で活動していくことがアナウンスされた。「2人の加入が決まって、グループがやっと息を吹き返した」とされ、グループにとって、ひとつのターニングポイントとなった。
このライブの頃から、初期にあった宇宙モチーフ志向に立ち返り、2018年には、筑波宇宙センターで宇宙飛行士訓練を体験報告した。また、MV撮影で世界初の「モンゴルでの成層圏バルーンプロジェクト」を実施した。4月4日に、この楽曲を含む両A面で16thシングル（オリコン3位）を発売した。
ライブでは、1月の『TOKYO IDOL PROJECT×@JAM ニューイヤープレミアムパーティー2018』を始めとして、3月に東名阪の『Road To 愛踊祭』や、7月に『アイドル横丁夏まつり!!〜2018〜』など大型フェスにおいてもヘッドライナーを務めた。5月23日には横浜アリーナでの『GIRLS POWER LIVE』にて3組の対バンをした。4月から7月まで、7人体制で初めてのワンマン全国ホールツアー『コスモツアー 2018〜惑星探査〜』に挑んだ。7月7日には、二度目の河口湖ステラシアターにて『〜七月七日は七夕まつり編〜』を成功させた。全国各地や海外のイベントにも出演し、また、8月上旬には『東北でんぱ大作戦』で3ヵ所のライブハウスを巡った。さらに7月から9月まで対バンによる『コスモツアー 2018〜未知との遭遇〜』や『〜既知との再会〜』も主催した。9月26日には、17thシングル『プレシャスサマー!』（オリコン2位）を発売した。10月13日・14日に開催された『〜沖縄特別編〜』では夢眠が、翌年1月7日の武道館公演2日目をもって自身が卒業し、3月一杯で引退することを表明した。
2019年元日には、5thアルバム『ワレワレハデンパグミインクダ』を発売した（Billboard JAPANアルバムチャート4位）。1月6日・7日の2日間にわたる、3度目の日本武道館公演『コスモツアー2019』はチケットが即日完売で、のべ2万人の観客を動員した。その2日目、7人体制では最後のライブとなった『夢眠ねむ卒業公演〜新たなる旅立ち〜』を以って夢眠が卒業。ダブルアンコールに応えて現れた「元でんぱ組.inc」の夢眠は、新6人体制の初ライブを観客側から一緒に楽しんだ。

### 新6人体制での活動
グループは、地球に帰還した後のように更に新たな道へと踏み出し、3月末から4月末にかけて東名阪の3ヵ所にて、新６人体制となって初のライブハウスツアー「我々はどこから来たのか? 我々はでんぱ組.incなのか、我々はどこへ行くのか 〜とりま東名阪〜」を開催した。また、しばらく担当を離れていた福嶋が、この前後からプロデュースに復帰している。5月25日、清 竜人ハーレム♡フェスタ2019にて、「子♡丑♡寅♡卯♡辰♡巳♡」、カップリング「 秋の葉の原っぱ」を発表。2019年6月26日、ニューシングル『いのちのよろこび』/『形而上学的、魔法』を発売。福嶋は、『いのちのよろこび』について、「でんぱのもともとのコンセプトって、すごい革新的なものを求めて、新境地を常に目指していく姿勢だったんです。そのワクワク感。（中略）その姿勢をでんぱももう一度やりたいと思って。既存のでんぱと1回さよならして、こうなっちゃった」、諭吉佳作/men（当時高校1年生、15歳のミュージシャン）が作詞作曲した『形而上学的、魔法』について、「常にでんぱってユースカルチャーの中で育っていった子達なので、常に「でんぱ組が初めての仕事なんです！」っていう人たちと一緒にやっていかないとダメだなと思って」と話している。8月9日、”お盆”をテーマに、人との出会いや別れを通じて今ここで生きている素晴らしさを歌った「ボン・デ・フェスタ」発売。
6月26日 - 8月28日、全国7ヶ所7公演となる、「でんぱ組.inc 全国ホールツアー UHHA! YAAA!! TOUR!!! 2019」を開催。9月18日、19日に、追加公演として開催された「UHHA! YAAA!! TOUR!!! 2019 SPECIAL」のアンコールで、古川未鈴が結婚を発表。11月9日、10日、特別講演の「UHHA! YAAA!! TOUR!!! 2019 〜タヒチじゃないよ沖縄だよ〜」を開催。12月7、8日、幕張メッセで開催された2Days「幕張ジャンボリーコンサート」で、鹿目凛、根本凪による「令和のネオあまアイドル」をテーマにしたでんぱ組.incのスピンオフユニット「ねもぺろ from でんぱ組.inc」を発表。
2020年4月15日、6枚目のアルバムとなる「愛が地球救うんさ！だってでんぱ組.incはファミリーでしょ」を発表。同日、企画から8日、すべての工程をテレワークで完成させた新曲「なんと！世界公認 引きこもり！」のMusic Videoを公開。楽曲が完成するまでの過程は、ハッシュタグ「#でんぱ新曲作るんさ」でTwitterを通じて随時報告された。

### 10人体制へ
2020年11月16日に行われた配信ライブ『THE FAMILY TOUR 2020 ONLINE FINAL!!〜ねぇ聞いて？宇宙を救うのはきっと……〜』のアンコールにて、成瀬が卒業を発表。2021年2月15 - 16日に豊洲PITで卒業公演「ウルトラ☆マキシマム☆ポジティブ☆ストーリー!!〜バビュッといくよ未来にね☆〜」を開催。2日目の終盤において、新曲発表と共に、新メンバー5名（愛川こずえ、天沢璃人（RITO、meme tokyo.）、小鳩りあ、空野青空（ARCANA PROJECT）、高咲陽菜（虹のファンタジスタ、のち卒業））の加入が発表された。
5人の加入について、構想段階から、まず、年齢的に若く、でんぱ組のコンセプトに高い理解力を持つ高咲陽菜が候補に挙がり、多様なキャリアと、”踊ってみた”で伝説的な存在である愛川こずえ、ディアステージでの店舗経験があり、高い歌唱力とヒロイン性を持つ小鳩りあが選考された。ついで、”えいたそが抜けた後をイメージしたらどうやっても明るくない。でんぱの明るい要素がゼロになって（笑）。明るい空気を持ってきてくれる人”として、空野青空が選ばれた。最後に、スター性を持ち、短期間で目覚しい成長を遂げた天沢璃人の加入が決まった。
成瀬が去った直後のステージで、10人体制による新曲「プリンセスでんぱパワー！シャインオン！」を披露。天沢璃人は、このときの心境を、「冷たい視線が一気に自分に突き刺さると思うと怖くて怖くて、泣いてました、、（中略）心の中でごめんなさいを何度も唱えてました」と語っている。同様に、新メンバーそれぞれ大きな不安を抱えていたことをその後のインタビューで告白している。
2021年5月5日、#DSPMGOLDENFES （LINE LIVEによる無観客開催）にて、 初心に立ち帰り、古き良きでんぱ曲を届けることをコンセプトとした、愛川こずえ・小鳩りあ・藤咲彩音の3名によるスピンオフユニット「チャぺの泉fromでんぱ組.inc」の結成を発表。2021年5月19日「プリンセスでんぱパワー！シャインオン！ / 千秋万歳！電波一座！」を発売、翌5月20日、10人体制初のワンマンLIVEとなる「Dear☆Stageへようこそ2021」を開催。
5月20日〜、古川未鈴が産休。
新体制になって初のワンマンライブ東名阪ツアー「箱庭の掟」を発表するも、新型コロナウイルスの感染拡大により中止。2021年8月12日、10日の時点で発熱の症状のあるメンバーがいたことから、13日から15日に予定されていたイベントの延期および中止を発表。24日、活動再開を発表。
8月28、29日、@JAM EXPO 2020-2021に出演。9月3日、TOKYO IDOL PROJECTが手がける新プロジェクト・『TIF ASIA TOUR』の発足に伴う、アジア各国・地域のアイドルを紹介するプレイベント「TIF ASIA TOUR KICK OFF」にて、オープニングアクトを務める。
9月22日、シングル『衝動的S/K/S/D』を発売。10月2日、TOKYO IDOL FESTIVAL(TIF)2021 のメインステージであるHOT STAGEにて、２日目のトリを務める。11月13日、中野サンプラザにて、ワンマンライブ特別公演「箱庭の掟」を開催（古川未鈴、根本凪は欠席）。
2022年1月11日、根本凪が4月30日付卒業、イラストレーター・衣装デザイナーとして引き続きディアステージに所属することを発表。
10月28日、愛川こずえが12月31日をもってグループ卒業を発表。卒業後は2023年1月末までディアステージに所属。
2023年9月11日、空野青空が2024年1月13日の公演をもってグループ卒業を発表。卒業後はARCANA PROJECTの活動に専任。

### エンディング
2024年4月20日、2025年初頭を目処にエンディングを迎えると発表。
2024年10月8日の東京・豊洲PITを皮切りに全国ツアー”でんぱ組.incエンディングツアー「宇宙を救うのはきっと、でんぱ組.inc！」”を計12ヶ所(内1ヶ所は海外)で開催した。
2025年1月4日・5日、幕張イベントホールでラストライブ『でんぱ組.inc THE ENDING 「宇宙を救うのはきっと、でんぱ組.inc！」』を開催し、16年にわたる活動を終了させた。2025年1月4日の公演のアンコールにて、2017年体調不良で突如脱退していた最上もががステージに登場し、8年越しの卒業式が行われた。

## 特徴

### キャラクター
でんぱ組.incを構成する大きな要素の1つに「キャラクター性」があり、メンバー一人一人がアニメ、マンガ、ゲームなどの趣味を持つコアなオタクである。このようなキャラクター性についてメンバーは、セルフプロデュースをしている場合もあるが、最初からキャラクターを作り込んでいるというわけではなく、自然体でいた結果「個性的だ」と言われるようにもなったと述べており、プロデューサーによるキャラクターの指示は無いと述べた。
また、でんぱ組.incの特徴として「店舗系」であるということが挙げられる。アイドル自身がイベントの制作に携わることもある。
髪型における特徴もある。古川未鈴のツインテール、成瀬瑛美の髪の毛の結びの位置(無駄結びとも呼ばれる)、夢眠ねむのボブ、最上もがの金髪などは長期に渡り変えておらず、キャラクターの一部としている。一方で「ネトゲ廃人」（最上）、「サブカルアイドル」（夢眠）などの第三者によって生み出されたキャッチフレーズについては、キャッチフレーズがあったほうが分かりやすいとは思うとした上で、それによって誤解が生じている部分もあると話している。

### 音楽性
「萌えキュンソングを世界にお届け」をキャッチフレーズに、情報量の多い歌詞と電子音を多用した速いBPMの「電波ソング」を歌うアイドルとして活動を開始する。この方針はプロデューサーの福嶋のアイデアであり、「電波ソングを中心にしたアイドルは今までにないのでは」と思った事がきっかけだと話している。
ランティス時代に発表した「Kiss＋kissでおわらない」、「ピコッピクッピカッて恋してよ」は、代表的な電波ソングの一つである「もってけ!セーラーふく」 を手がけた畑亜貴が作詞を手がけ、UNDER17やULTRA-PRISMで萌えソングを手がけた小池雅也が作曲・編曲を担当した。トイズファクトリーからの第1弾シングル『Future Diver』では、畑、小池に加え「みっつ数えて大集合!」などの電波ソング系アニメソングを手掛けてきた前山田健一が編曲を担当した。
電波ソング系の楽曲を続けて発表する一方で、小沢健二の「強い気持ち・強い愛」のカバーや、かせきさいだぁ・木暮晋也が楽曲提供した「くちづけキボンヌ」「冬へと走りだすお!」、2016年発売の「GOGO DEMPA」では車谷浩司による「アンサンブルは手のひらに」や、「きっと、きっとね。」で渋谷系にも接近する。他にも2014年に、かせきさいだぁ・カジヒデキが「ファンシーほっぺ♡ウ・フ・フ」を、2015年にはBOSE・渡辺俊美が「ギダギダdaズバズバda!!」を楽曲提供している。
2013年1月にでんぱ組.incにとって転機となる「W.W.D」を発表する。同作品は前山田健一がプロデュース、作詞、作曲を手がけ、「マイナスからのスタート」をキーワードに、ひきこもりやいじめといったメンバー6人の暗い過去からでんぱ組.incのメンバーとして活動するに至るまでの姿を描いたドキュメンタリーソングである。同年10月には続編「W.W.D II」を発表し、「現在抱えている問題」をテーマに、「W.W.D」と併せてパーソナルな心情を吐露した。
2015年2月に発売されたアルバム『WWDD』では、「W.W.D」、「W.W.D II」のような要素が薄くなり、相沢は「暗いところがあまりない」、藤咲は「大人しい曲から、でんぱ組.incっぽい曲まですごい振り幅があるアルバムになった」、夢眠は、「W.W.Dシリーズ、武道館を経て、エンターテインメントに特化するということを意識し始めてる気がする」と話している。収録曲「サクラあっぱれーしょん」ついて藤咲は「マイナス要素や暗い部分が一切ない」と述べた。「檸檬色」「ブランニューワールド」「イロドリセカイ」といった普遍的なポップソングも収録されており、これについて古川は「いつものでんぱ組からは想像できない曲」、相沢は「でんぱ組.incらしさをなんとなくわかってくれる人も増えてきたことから、BPMが遅い曲を導入する事で改めて驚いてもらいたい」とした上で、「普遍的なポップソングばかりの方向に行くかと言うと、それはありえないと思う」、「いろんな曲に挑戦した事で、でんぱ組.incの色が薄れてしまったら意味がない」と話した。また、最上は予てより「でんぱ組.inc」というジャンルを確立させたいという気持ちが強いと話している。

### ライブ
2008年の黎明期以降、秋葉原ディアステージを拠点として活動し、メジャーデビューから1533日の2014年5月に初の日本武道館単独ライブを行った。 2015年2月には国立代々木競技場第一体育館にて2DAYS公演を開催した。また、フランスの「Japan Expo」に出演するなど、日本国外でも活動している。
振り付け、ステージ演出はYumikoが務めている。
2013年の年始から開催された「ワールドワイドでんぱツアー2013」では、「W.W.D」の発売に併せて1人ずつステージ上で自分の過去について語る『独白』というコーナーが設けられた。古川はこのコーナーをやる事について反対していたが、後日談では「『独白』がなかったら今の自分たちはないと思う」とした上で「二度とライブでやってはいけない演出だと思う」と話した。2014年の日本武道館初公演では、秋葉原ディアステージと同じ大きさのステージを設置して自らのルーツを示し、結成から武道館公演に至るまでのでんぱ組.incを総括する内容となった。

#### でんでんバンド
2013年8月31日に大阪城野外音楽堂で行われたライブ以降「でんでんバンド」というバックバンドが演奏を務めるケースもある。
- 板垣祐介：ギター
- 山田裕之：ベース
- 村山☆潤：キーボード（2015年夏フェス各所 - ）
- 松原"マツキチ"寛：ドラムス（2014年秋 - 2015年代々木 - WWD 大冒険 TOUR 2015、2016年GOGO DEMPA TOUR 2016 Zepp名古屋以降）
- 田辺貴広：ドラムス（2015年夏フェス各所、2015年9月26日27日でんぱ組.inc WORLD TOUR 2015 in FUJIYAMA、GOGO DEMPA TOUR 2016 Zepp札幌・Zepp東京、2017幕神アリーナツアー(マツキチとのツインドラム)、2018コスモツアー七月七日は七夕まつり編）
- 白須今：ヴァイオリン
- 野間康介:キーボード（2013年8月31日大阪城野音・2015年代々木 - WWD 大冒険 TOUR 2015）
- 照内紀雄：マニピュレーター（2014年夏フェス各所 - 2014年12月31日COUNTDOWN JAPAN 14/15）
- 若森さちこ：パーカッション
- 波多江健：ドラムス（2013年8月31日大阪城野音 - 2014年夏フェス各所）
- 佐藤帆乃佳：ヴァイオリン
- 沖増菜摘：ヴァイオリン
- 角谷奈緒子：ヴィオラ
- 塚本慈和：チェロ
- 林田順平：チェロ
- 藤田淳之介：サックス
- 横山知子：サックス
- 竹内悠馬：トランペット
- 山崎千裕：トランペット
- 真砂陽地：トランペット
- 須賀裕之：トロンボーン
- 湯浅佳代子：トロンボーン
- 佐藤裕晃：ギター
- 森谷優里：キーボード
- 横山亮介：和太鼓
- 佐藤晃弘：和太鼓

### 評価
『日経エンタテインメント!』によれば、2014年にブレイクした2組のアイドルとして、でんぱ組.incとBABYMETALが挙げられるとしており、2組の共通点として音楽性やコンセプトを徹底することでコアな層以外のファンも獲得し、ブレイクにつながったと評している。本来、アイドルにおける音楽性は「何でもあり」が主流の中で、あえてジャンルを絞ることでアイドル性とアーティスト性とを両立したとしている。

### オフィシャルファンクラブ
名称：でんぱとう。2013年5月28日開始。表記が全て平仮名なのは、「でんぱ党」と「電波塔」の2つの意味を含めるため。
会員向けコンテンツ
- でんぱぼん - 会報誌
- でんでんデパート - ECサイト
- でんぱとう大忘年会 - イベント
- DNS - SNS

ほか

## 作品
※最高位はオリコンチャート週間ランキングによるもの。

### シングル

#### CDシングル
| #            | 発売日         | タイトル                                                          | 規格品番 | 最高位       |
| インディーズ | インディーズ   | インディーズ                                                      | インディーズ | インディーズ |
| ------------ | -------------- | ----------------------------------------------------------------- | --- | ------------ |
| 1st          | 2008年12月28日 | Mirror Magic?                                                     | （CD-R） | -            |
| メジャー     |                |                                                                   | |              |
| 1st          | 2010年2月24日  | Kiss+kissでおわらない                                             | LACM-4695 | 圏外         |
| 2nd          | 2011年7月6日   | ピコッピクッピカッて恋してよ                                      | LACM-4804 | 104位        |
| 3rd          | 2011年11月16日 | Future Diver                                                      | TFCC-89353 | 46位         |
| 4th          | 2012年5月23日  | でんぱれーどJAPAN/強い気持ち・強い愛                              | TFCC-89372（初回限定盤A、CD+DVD） TFCC-89373（初回限定盤B、CD+DVD） TFCC-89374（通常盤） | 37位         |
| 5th          | 2012年7月18日  | キラキラチューン/Sabotage                                         | TFCC-89385（初回限定盤A、CD+DVD） TFCC-89386（初回限定盤B、CD+DVD） TFCC-89387（通常盤） | 19位         |
| 6th          | 2013年1月16日  | W.W.D/冬へと走りだすお!                                           | TFCC-89414（初回限定盤A、CD+DVD） TFCC-89415（初回限定盤B、CD+DVD） TFCC-89416（通常盤） | 10位         |
| 7th          | 2013年5月29日  | でんでんぱっしょん                                                | TFCC-89431（初回限定盤A、CD+DVD） TFCC-89432（初回限定盤B、GAME盤） TFCC-89433 - 8（初回限定盤C、メンバー盤） TFCC-89439（通常盤）                                                                              | 6位          |
| 8th          | 2013年10月2日  | W.W.D II                                                          | TFCC-89454（初回限定盤A、CD+DVD） TFCC-89455（初回限定盤B、CD＋DVD） TFCC-89456（初回限定REMIX盤） TFCC-89457（初回限定ナゾカラ盤） TFCC-89458（通常盤）                                                        | 8位          |
| 9th          | 2014年3月12日  | サクラあっぱれーしょん                                            | TFCC-89484（初回限定盤A、CD＋DVD） TFCC-89485（初回限定盤B、CD＋封入特典） TFCC-89486 - 91（初回限定メンバー盤、各メンバーソロ収録CD） TFCC-89458（通常盤） PPTF-3861 - 67（7inchレコード、完全限定生産）       | 3位          |
| 10th         | 2014年5月14日  | Dear☆Stageへようこそ♡〜武道館LIVE記念限定盤〜                     | TFCC-89504（1万8000枚完全限定生産シングル） | 9位          |
| 11th         | 2014年7月30日  | ちゅるりちゅるりら                                                | TFCC-89506（初回限定盤A、CD+DVD） TFCC-89507（初回限定盤B、CD+DVD） TFCC-89508（通常盤） | 10位         |
| 12th         | 2014年11月26日 | でんぱーりーナイト                                                | TFCC-89523（初回限定盤A、CD+DVD） TFCC-89524（初回限定盤B、CD+DVD） TFCC-89525（初回限定盤C、CD+DVD） TFCC-89526（通常盤） TFKC-38021（7inchレコード、完全限定生産） TFSC-48007（カセットテープ、完全限定生産） | 6位          |
| 13th         | 2015年6月17日  | おつかれサマー!                                                   | TFCC-89541（初回限定盤A、CD+DVD） TFCC-89542（初回限定盤B、CD+DVD） TFCC-89543（通常盤） TFKC-38023（7inchレコード、完全限定生産） TFSC-48008（カセットテープ、完全限定生産）                                   | 3位          |
| 14th         | 2015年9月16日  | あした地球がこなごなになっても                                    | TFCC-89568（初回限定盤A、CD+DVD） TFCC-89569（初回限定盤B、CD+DVD） TFCC-89570（初回限定盤C、CD） TFCC-89571（通常盤） TFKC-38025（7inchレコード、完全限定生産） TFSC-48009（カセットテープ、完全限定生産）     | 2位          |
| 15th         | 2016年11月2日  | 最Ψ最好調!                                                        | TFCC-89604（初回限定盤A、CD+DVD） TFCC-89605（初回限定盤B、CD+DVD） TFCC-89606（通常盤） TFKC-38027（アナログレコード、完全限定生産） TFSC-48010（カセットテープ、完全限定生産）                                | 5位          |
| 16th         | 2018年4月4日   | おやすみポラリスさよならパラレルワールド/ギラメタスでんぱスターズ | TFCC-89650（初回限定盤A、CD+DVD） TFCC-89651（初回限定盤B、CD） TFCC-89652（通常盤） | 3位          |
| 17th         | 2018年9月26日  | プレシャスサマー!                                                 | TFCC-89660（初回限定盤A、CD+DVD） TFCC-89661（初回限定盤B、CD+DVD） TFCC-89662（通常盤） | 2位          |
| SP1st        | 2019年5月25日  | 子♡丑♡寅♡卯♡辰♡巳♡                                                | PPTF-8119（清 竜人ハーレム♡フェスタ2019会場限定販売） | N/A          |
| 18th         | 2019年6月26日  | いのちのよろこび                                                  | TFCC-89671（初回限定盤A、CD+DVD） TFCC-89672（初回限定盤B、CD+DVD） TFCC-89673（通常盤） | 5位          |
| SP2nd        | 2019年8月9日   | ボン・デ・フェスタ                                                | PPTF-8123 | N/A          |
| 19th         | 2021年5月19日  | プリンセスでんぱパワー!シャインオン!/千秋万歳!電波一座!           | TFCC-89706 | 6位          |
| 20th         | 2021年9月22日  | 衝動的S/K/S/D                                                     | TFCC-89712 | 7位          |
| 21st         | 2022年3月16日  | ドキ+ワク=パレード!                                               | TFCC-89731 | 9位          |
| 22nd         | 2025年1月4日   | W.W.D ENDING                                                      | TFDS-01117 | -            |

#### 配信限定シングル
| 配信開始日     | タイトル                              | 備考                                             |
| -------------- | ------------------------------------- | ------------------------------------------------ |
| 2015年10月9日  | 永久ゾンビーナ                        | 配信限定（iTunes Store、レコチョク、その他にて） |
| 2015年12月18日 | Dem Dem X'mas                         | 配信限定（iTunes Store、mora、その他にて）       |
| 2016年1月8日   | 破! to the Future                     | 配信限定（iTunes Store、mora、その他にて）       |
| 2016年2月5日   | ファンファーレは僕らのために          | 配信限定（iTunes Store、mora、その他にて）       |
| 2016年3月4日   | STAR☆ットしちゃうぜ春だしね           | 配信限定（iTunes Store、mora、その他にて）       |
| 2016年4月1日   | Truth of the ZERO                     | 配信限定（iTunes Store、mora、その他にて）       |
| 2016年8月8日   | Ψです I LIKE YOU                      | 配信限定（iTunes Store、mora、その他にて）       |
| 2018年1月30日  | Ψ発見伝！                             | 配信限定（iTunes Store、mora、その他にて）       |
| 2018年5月16日  | ムーンライト伝説                      | 配信限定（iTunes Store、mora、その他にて）       |
| 2020年11月17日 | ポジティブ☆ストーリー                 | 配信限定（iTunes Store、mora、その他にて）       |
| 2021年11月16日 | Future Diver（10th anniversary ver.） | 配信限定（iTunes Store、mora、その他にて）       |
| 2021年12月17日 | 好感Daybook♡                          | 配信限定（iTunes Store、mora、その他にて）       |
| 2022年1月28日  | 初体験                                | 配信限定（iTunes Store、mora、その他にて）       |
| 2022年10月16日 | でんぱっていこーぜ!!                  | 配信限定（iTunes Store、mora、その他にて）       |
| 2022年11月30日 | オーギュメンテッドおじいちゃん        | 配信限定（iTunes Store、mora、その他にて）       |
| 2023年3月15日  | 古代アキバ伝説                        | 配信限定（iTunes Store、mora、その他にて）       |
| 2024年5月20日  | 商売繁盛! 元祖電波屋!                 | 配信限定（iTunes Store、mora、その他にて）       |

### アルバム

#### ベストアルバム
| # | 発売日         | タイトル              | 規格品番                                                                                        | 最高位 |
| - | -------------- | --------------------- | ----------------------------------------------------------------------------------------------- | ------ |
| 1 | 2016年12月21日 | WWDBEST 〜電波良好!〜 | PPTF-8102（超豪華初回限定盤CD＋Blu-ray） TFCC-86579（初回限定盤, CD＋DVD） TFCC-86580（通常盤） | 4位    |

#### EP
| # | 発売日         | タイトル                   | 規格品番          | 最高位 |
| - | -------------- | -------------------------- | ----------------- | ------ |
| 1 | 2022年12月14日 | でんぱぁかしっくれこーど   | TFCC-86887〜86888 | 14位   |
| 2 | 2023年6月21日  | ONE NATION UNDER THE DEMPA | TFCC-81030〜81031 | 10位   |
| 3 | 2024年10月8日  | We need the DEMPA          | TFCC-81067〜81068 | 7位    |

#### コンピレーション
| 発売日        | タイトル                                                                | 規格品番   | 収録曲 |
| ------------- | ----------------------------------------------------------------------- | ---------- | --- |
| 2011年3月2日  | JOYSOUND presents アニソントランス ラボラトリー 〜ファースト レポート〜 | UICZ-9044  | 1. 侵略ノススメ☆ / 成瀬瑛美 2. もってけ!セーラーふく / でんぱ組.inc 3. はっぴぃ にゅう にゃあ / 霧島若歌 with 水玉おんらいん（古川未鈴・成瀬瑛美） 4. 残酷な天使のテーゼ / 相沢梨紗 5. 恋愛サーキュレーション / 古川未鈴 6. BEAM my BEAM （ゆったり時間） / でんぱ組.inc |
| 2011年5月25日 | リアル系アイドル図鑑 コンピレーションアルバム                           | FVCG-1149  | 1. kiss+kissでおわらない / でんぱ組.inc 2. みりかる☆ファンタジー / 古川未鈴 3. 魔法少女☆未満 / 夢眠ねむ |
| 2011年8月31日 | HMV入門編シリーズ 吉田豪監修「ライブアイドル入門」                      | HNMH-1     | 1. Kiss+kissでおわらない |
| 2011年12月7日 | TVアニメ『侵略!イカ娘』イメージソングアルバム IKA LOVE                  | LASA-5098  | 1. ウミドル☆イカドル☆稼いドル (A.N.K.G) |
| 2012年7月18日 | LOCAL IDOL BEST!                                                        | TFCC-86386 | 1. くちづけキボンヌ（新メンバーVer.） |
| 2014年1月22日 | Disney Rocks!!! Girl's Power!                                           | AVCW-63008 | 1. スーパーカリフラジリスティックエクスピアリドーシャス |

### コラボレーション
| 名義                                                                 | 発売日         | タイトル                                         | 備考 | 最高位 | 販売形態                                                               |
| -------------------------------------------------------------------- | -------------- | ------------------------------------------------ | --- | ------ | ---------------------------------------------------------------------- |
| MARBLE WONDERLAND (feat. Alodia Gosiengfiao, てんちむ, でんぱ組.inc) | 2013年8月14日  | KAWAII GIRL                                      | 日本のカワイイ文化をアジア各地に発信するショー「MARBLE WONDERLAND by ASIA 可愛 WAY」のテーマ曲。合計8人で歌唱、tofubeatsがプロデュース。SPACE SHOWER MUSIC からリリース、iTunes他にて111ヶ国で配信。   | -      | 全3トラック （オンライン配信のみ）                                     |
| 宇宙は11次元で出来ている                                             | 2014年9月20日  | Stand〜ここにいるよ〜                            | 妄想キャリブレーションとの限定ユニット「宇宙は11次元で出来ている」としてLoppi・HMV限定で発売。 | -      | PPTF-8065（CDのみ） PPTF-8065（CD+映画前売券） PPTF-8066（CD+Tシャツ） |
| でんぱ組.inc×gdgd妖精s                                               | 2014年11月12日 | 愛があるから!!                                   | ゲストキャストとして出演もした劇場版『gdgd妖精sっていう映画はどうかな…?』主題歌。作詞・作曲を井上純一、編曲を玉屋2060%、歌をでんぱ組.incが担当。同年9月5日よりiTunes、moraで配信。                     | 36位   | TFCC-89522 （初回プレス分で生産終了）                                  |
| でんぱ組.inc×ウルトラバトル列伝                                      | 2015年3月25日  | 超絶ウルトラ☆Happy Days / ギダギダdaズバズバda!! | ヴィレッジヴァンガード限定シングル。「超絶ウルトラ☆Happy Days」は、作詞：JIN・中村彼方、作曲：JIN。「ギダギダdaズバズバda!!」は、作詞：BOSE（スチャダラパー）、作曲：渡辺俊美（TOKYO No.1 SOUL SET）。 | -      | TFCP-89537（CD+DVD）                                                   |
| しょこたん♥でんぱ組                                                  | 2015年4月29日  | PUNCH LINE!                                      | 中川翔子とのコラボレーション。名義の読みは「しょこたんだいすきでんぱぐみ」。 | 13位   | SRCL-8794/5（初回盤） SRCL-8796（通常盤） SRCL-8797/8（アニメ盤）      |
| でんぱ組♥しょこたん                                                  | 2015年6月17日  | 続・PUNCH LINE!                                  | 中川翔子とのコラボレーション第2弾。「おつかれサマー!」（初回限定盤Bを除く）のカップリング曲。CD発売に先駆けて4月29日よりiTunesほかにて先行配信。                                                       | -      |                                                                        |
| ポケムヒもったでんぱ組.incと、ハローキティ                           | 2015年6月17日  | ムなさわぎのヒみつ?!                             | 「おつかれサマー!」（初回限定盤B）のカップリング曲。 | -      |                                                                        |
| 神聖かまってちゃん                                                   | 2015年6月24日  | 23才の夏休み feat.でんぱ組.inc                   | 神聖かまってちゃんのベストアルバム『ベストかまってちゃん』初回限定盤のみにパッケージされたDisc2「フィーチャリングヴォーカル盤」に収録。                                                                | -      | WPZL-31016 （2CD+DVD）                                                 |
| でんぱ組.inc VS フランシュシュ                                       | 2020年9月3日   | ゾンビランドDEMPA!!                              | TVアニメ『ゾンビランドサガ』のファンブック「ゾンビランドぴあ」の付属CDに収録された、作中アイドルグループ「フランシュシュ」とのコラボ楽曲。9月16日より配信リリース。                                    | -      |                                                                        |

### その他の楽曲
- 「君も絶対に降参しないで進まなくちゃ!」 - 最上、藤咲加入後に初めて作られた楽曲[155]。2016年12月21日発売の「WWDBEST 〜電波良好!〜」において初めて音源化されることとなったが、同作ではリテイクされており、原曲のスタジオ音源はイベントのBGMで使われるなど存在自体はしているものの未発表のままである。
- 「シャキッとブラ」2012 A/W ワコール[156]（2012年6月） - シャキッとブラ10周年、CMソング。
- 「シナモンのパレード」[157]（2012年） - サンリオピューロランドのキャラクターであるシナモンの10周年記念ソング[158]。
- 「となりのドーナツ」[159]（2013年2月19日） - しまじろうのわお!2014年1月ダンス曲。iTunes Storeにて配信。
- 「シャキッとブラ」2013 A/W ワコール（2013年6月） - 前年とは別の楽曲。
- 「にゅるにゅるミラクル」（2013年7月） - にゅるにゅる!!KAKUSENくん主題歌[160]。
- 「IDOL」（2013年10月12日） - BiSのカバー。BiSとのスプリットシングル『でんでんぱっしょん/IDOL』に収録。シングルはBiSとのツーマンライブ及び共演イベントや一部店舗で数量限定で販売された[161]。また、アルバム『WORLD WIDE DEMPA』の初回限定盤及び超豪華盤のDVD/Blu-ray及び映像作品『ワールドワイド☆でんぱツアー 2014 in 日本武道館 〜夢で終わらんよっ!〜』にライブ映像が収録されている[注 29]。
- 「ろくろKISS」（2014年7月18日） - 『番組バカリズム2』（NHK BSプレミアム）内のでんぱ組.inc出演コント「歌う人生劇場」劇中歌。作詞はバカリズム、作曲・編曲はヒャダイン[163]。番組出演決定時は「轆轤KISS」として紹介されていたが、実際の放送時に「ろくろKISS」と改められた。
- 「リスターター」（2014年9月4日） - ダンス集団「コンドルズ」が「日中韓芸術祭 2014 〜ダンスで交信〜」のために制作した楽曲。同イベントのオープニングでコンドルズと共演し、披露された[164]。ストライクの楽曲。メンバーのTwitterなどでレコーディングの模様が取り上げられたが、リリース含め音源の発表には至っていない。作詞・作曲は勝山康晴。歌唱は全編でんぱ組.incが担当している[165][166]。
- 「SPUNKY (WE WANT METS)」（2015年4月） - 1980年代からキリンメッツのCM曲として知られ、原題は「MET PEOPLE」。ケーシー・ランキンが作詞・作曲を手掛けた。キリン メッツ「恋のライチ」篇 30秒CMでのみ、でんぱ組.incによるカバーバージョン。編曲はFumitake Igarashi。
- 「あはれ!我らが世界の中心」（2016年4月） - あはれ!名作くん主題歌
- 「ガッテンダ」（2017年） - ぱちんこ『CR銭形平次withでんぱ組inc』BGM。レコーディングおよび撮影は2014年後半。
- 「だだだだだだっ!!」（2017年） - 上記同様。
- 「なんと！世界公認 引きこもり！」（2020年）- 完全テレワークで制作され、MVとして公開。
- 「ポジティブ☆ストーリー」（2020年） - 成瀬と前山田健一の共作詞。11月16日開催のオンラインライブ『THE FAMILY TOUR 2020 ONLINE FINAL!!〜ねぇ聞いて?宇宙を救うのはきっと……〜』のアンコールで初披露され、翌日配信リリース[167]。2021年5月19日発売予定の「ウルトラ☆マキシマム☆ポジティブ☆ストーリー!! 〜バビュッといくよ未来にね☆〜」2月16日公演の映像作品の特典CDにも収録される[168]。

### 映像作品
ライブ収録
| 発売日         | タイトル                                                                                         | 規格品番 | 内容・備考 |
| -------------- | ------------------------------------------------------------------------------------------------ | --- | --- |
| 2012年2月25日  | 聖夜、宇宙に鳴り響く、でんぱ組.incの愛と勇気と少しの電波 〜でんぱLIFEは終わらない〜              | PPTF-1005 (DVD)                                                                                                   | 2011年12月25日に原宿アストロホールで行われた初のワンマンライブの模様を収録。 |
| 2012年12月23日 | 愛をでんぱに                                                                                     | PPTF-1008 (DVD)                                                                                                   | 2012年9月16日にLIQUIDROOM ebisuで行われたワンマンライブの模様を収録。ライブ会場、Amazon.co.jp などで限定販売。 |
| 2013年3月30日  | ワールドワイド☆でんぱツアー2013 夢見たっていいじゃん?! in ZEPP TOKYO                             | PPTF-1009 (DVD)                                                                                                   | 2013年1月20日にZEPP TOKYOで行われたツアーファイナル公演の模様を収録。 |
| 2015年8月5日   | ワールドワイド☆でんぱツアー2013 夢見たっていいじゃん?! in ZEPP TOKYO                             | TFXQ-78124（Blu-ray）                                                                                             | 2013年1月20日にZEPP TOKYOで行われたツアーファイナル公演の模様を収録。 |
| 2013年12月18日 | 夏のパッション!〜みんながいるし、仲間だもん!〜 in 日比谷野外音楽堂                               | TFBQ-18146 (DVD)                                                                                                  | 2013年9月16日に東京・日比谷野外大音楽堂で行われたライブの模様を収録。 |
| 2015年8月5日   | 夏のパッション!〜みんながいるし、仲間だもん!〜 in 日比谷野外音楽堂                               | TFXQ-78125（Blu-ray）                                                                                             | 2013年9月16日に東京・日比谷野外大音楽堂で行われたライブの模様を収録。 |
| 2013年12月18日 | 夏のパッション!〜みんながおるし、仲間やで!〜 in 大阪城野外音楽堂                                 | TFBQ-18147 (DVD)                                                                                                  | 2013年8月31日に大阪・大阪城野外音楽堂で行われたライブの模様を収録。 |
| 2015年8月5日   | 夏のパッション!〜みんながおるし、仲間やで!〜 in 大阪城野外音楽堂                                 | TFXQ-78126 (Blu-ray)                                                                                              | 2013年8月31日に大阪・大阪城野外音楽堂で行われたライブの模様を収録。 |
| 2014年4月23日  | WORLD WIDE DEMPA TOUR 2014                                                                       | TFBQ-18151 (DVD)                                                                                                  | 2014年1月4日に東京・Zepp DiverCity TOKYOで行われたライブの模様に加え、全国各地のZepp会場で披露された各メンバーのソロ楽曲の映像、1月5日（本編と同会場）の日本武道館公演サプライズ発表の模様を収録。 |
| 2015年8月5日   | WORLD WIDE DEMPA TOUR 2014                                                                       | TFXQ-78127（Blu-ray）                                                                                             | 2014年1月4日に東京・Zepp DiverCity TOKYOで行われたライブの模様に加え、全国各地のZepp会場で披露された各メンバーのソロ楽曲の映像、1月5日（本編と同会場）の日本武道館公演サプライズ発表の模様を収録。 |
| 2014年7月30日  | ワールドワイド☆でんぱツアー 2014 in 武道館 〜夢で終わらんよっ!〜                                 | TFBQ-18154（DVD初回限定盤） TFBQ-18155（DVD通常盤）                                                               | 2014年5月6日に行われた初の日本武道館公演の模様を全曲収録。DVD初回限定盤は豪華パッケージ＆DVD+120Pブックレット仕様。 |
| 2015年8月5日   | ワールドワイド☆でんぱツアー 2014 in 武道館 〜夢で終わらんよっ!〜                                 | TFXQ-78128（Blu-ray）                                                                                             | 2014年5月6日に行われた初の日本武道館公演の模様を全曲収録。DVD初回限定盤は豪華パッケージ＆DVD+120Pブックレット仕様。 |
| 2015年5月13日  | でんぱーりーナイト de パーリー in 国立代々木第一体育館                                           | TFBQ-18168（DVD初回限定盤） TFBQ-18169（DVD通常盤） TFXQ-78121（Blu-ray初回限定盤） TFXQ-78122（Blu-ray通常盤）   | 2015年2月10日、11日に代々木第一体育館で行われた公演の2日目の模様を全曲収録。 |
| 2015年8月5日   | WWD大冒険TOUR2015 〜この世界はまだ知らないことばかり〜                                           | TFBQ-18170（DVD） TFXQ-78129（Blu-ray）                                                                           | 2015年5月6日に東京ドームシティホールで行われたツアーファイナル公演の模様を収録。 |
| 2016年1月6日   | WORLD TOUR 2015 in FUJIYAMA                                                                      | TFBQ-18176（DVD初回限定盤） TFBQ-18177（DVD通常盤） TFXQ-78132（Blu-ray初回限定盤） TFXQ-78133（Blu-ray通常盤）   | 2015年9月26日、27日に山梨・河口湖ステラシアターで行われた公演の2日目の模様を全曲収録。初回限定盤には1日目のみ披露された楽曲とワールドツアーのドキュメンタリー映像を収録。 |
| 2016年6月22日  | GOGO DEMPA TOUR 2016                                                                             | TFBQ-18183（DVD） TFXQ-78139（Blu-ray）                                                                           | 2016年2月17日にZepp Tokyoと2016年3月3日にNHKホールで行われた公演の模様を収録。 |
| 2017年4月26日  | 幕神アリーナツアー2017 電波良好Wi-Fi 完備!＆ in 日本武道館 〜またまたここから夢がはじまるよっ!〜 | TFBQ-18192（DVD） TFXQ-78151（Blu-ray）                                                                           | 2017年1月9日に幕張メッセイベントホールで行われた公演と、2017年1月20日に日本武道館で行われたツアー追加公演の模様を収録。初回限定盤は豪華BOX仕様+100Pブックレット+メンバーによる副音声コメンタリー（幕張公演のみ）。                                                                                     |
| 2017年4月26日  | 幕神アリーナツアー2017 電波良好Wi-Fi 完備!                                                       | TFBQ-18193（DVD） TFXQ-78152（Blu-ray）                                                                           | 2017年1月9日に幕張メッセイベントホールで行われた公演の模様を収録。 |
| 2017年4月26日  | 幕神アリーナツアー2017 in 日本武道館 〜またまたここから夢がはじまるよっ!〜                       | TFBQ-18194（DVD） TFXQ-78153（Blu-ray）                                                                           | 2017年1月20日に日本武道館で行われた公演の模様を収録。 |
| 2018年4月4日   | ねぇもう一回きいて?宇宙を救うのはやっぱり、でんぱ組.inc!                                         | TFBQ-18200（DVD初回限定盤） TFBQ-18201（DVD通常盤） TTFXQ-78158（Blu-ray初回限定盤） TFXQ-78159（Blu-ray通常盤）  | 2017年12月30日に大阪・大阪城ホールで行われた公演の模様を収録。初回限定盤は豪華BOX仕様+100Pブックレット+48Pフォトブックレット+メンバーによる副音声コメンタリー。 |
| 2018年7月7日   | ムーンライト伝説                                                                                 | TFBP-18205（DVD single）                                                                                          | 2018年4月30日に江戸川区総合文化センターで行われた公演より表題曲の模様、および同楽曲の愛踊祭ダンスショット映像、上記公演のダイジェスト映像。7インチサイズ紙ジャケット仕様。 |
| 2018年9月26日  | COSMO TOUR2018                                                                                   | TFBQ-18212（DVD初回限定盤） TFBQ-18213（DVD通常盤） TFXQ-78163（Blu-ray初回限定盤） TFXQ-78164（Blu-ray通常盤）   | 2018年4月30日に江戸川区総合文化センター・大ホールで行われた公演の模様を収録。初回限定盤のDisc.2には2018年7月7日に河口湖ステラシアターで行われた公演の模様を収録。初回限定盤は豪華BOX仕様+100Pブックレット+メンバーによる副音声コメンタリー。                                                           |
| 2019年3月27日  | コスモツアー 2019 in 日本武道館                                                                  | TFBQ-18214（DVD初回限定盤） TFBQ-18215（DVD通常盤） TFXQ-78168（Blu-ray初回限定盤） TFXQ-78169（Blu-ray通常盤）   | 2019年1月7日に日本武道館で開催した『夢眠ねむ卒業公演 〜新たなる旅立ち〜』の模様を収録。初回限定盤のDISC-2にはセットリストや演出が異なる1月6日の『ワレワレハデンパグミインクダ 〜宇宙からの帰還〜』もフル収録、豪華BOX仕様+100Pブックレット+メンバーによる副音声コメンタリー付き。                      |
| 2019年12月4日  | UHHA! YAAA!! TOUR!!! 2019                                                                        | TFBQ-18216（DVD初回限定盤） TFBQ-18217（DVD通常盤） TFXQ-78172（Blu-ray初回限定盤） TFXQ-78173（Blu-ray通常盤）   | 2019年9月18日にZepp DiverCity TOKYOで開催した『UHHA! YAAA!! TOUR!!! 2019 SPECIAL〜If you want to be happy, be.〜』の模様を収録。 |
| 2020年3月25日  | 幕張ジャンボリーコンサート                                                                       | TFBQ-18222（DVD初回限定盤） TFBQ-18223（DVD通常盤） TFXQ- 78179（Blu-ray初回限定盤） TFXQ- 78180（Blu-ray通常盤） | 2019年12月8日に幕張メッセ国際展示場2・3ホールで開催された『でんぱ組.inc 幕張ジャンボリーコンサートDEMPARTY 幕張式フルコース 〜ア・ラ・でんぱ〜』の模様を収録。初回限定盤のDISC-2には、前日に開催された『でんぱ組.inc 幕張ジャンボリーコンサート 電波大宴会 幕張懐石 〜でんぱを添えて〜』の模様を収録。 |
| 2020年8月5日   | THE FAMILY TOUR 2020 ONLINE                                                                      | TFBQ-18229（完全生産限定盤 DVD） TFXQ-78186（完全生産限定盤 Blu-ray）                                             | 2020年5月開催予定であった全国ツアーの中止をうけて開催された『THE FAMILY TOUR 2020 ONLINE』の模様を収録。特典として、「アイノカタチ」のメンバーソロショットおよび、古川、相沢、藤咲、鹿目による副音声コメンタリーを収録する。                                                                           |
| 2021年2月3日   | THE FAMILY TOUR 2020 ONLINE FINAL!! ねぇ聞いて？宇宙を救うのはきっと……                           | PPTF-1037（完全生産限定盤 DVD） PPTF-7035（完全生産限定盤 Blu-ray）                                               | 2020年11月16日に開催されたオンラインライブ『THE FAMILY TOUR 2020 ONLINE FINAL!! ねぇ聞いて？宇宙を救うのはきっと……』の模様を収録。 |
| 2021年5月19日  | ウルトラ☆マキシマム☆ポジティブ☆ストーリー!! 〜バビュッといくよ未来にね☆〜                        | PPTF-1038〜1039（完全生産限定盤 DVD+CD） PPTF-7036〜7037（完全生産限定盤 BD+CD）                                  | 2021年2月16日に豊洲PITで開催された成瀬卒業公演「ウルトラ☆マキシマム☆ポジティブ☆ストーリー!! 〜バビュッといくよ未来にね☆〜」2日目の模様を収録。TOY’S STORE限定販売。 |

その他
| 発売日         | タイトル                                           | 規格品番                                                                    | 内容・備考 |
| -------------- | -------------------------------------------------- | --------------------------------------------------------------------------- | --- |
| 2012年10月19日 | でんぱコネクション                                 | TDV-22429D (DVD)                                                            | 初の主演ドラマ「でんぱコネクション」（tvk）のDVD化。 |
| 2015年7月2日   | でんぱコネクション                                 | PCXP-50321（Blu-ray）                                                       | 映像特典、初回限定封入特典。 |
| 2013年12月25日 | 白魔女学園                                         | PCBE-54447（DVD） PCXE-50340（プレミアムBlu-ray BOX）                       | 東映・テレビ朝日により上映・配信された特撮映画。DVDはディレクターズカット版。Blu-rayは劇場版とディレクターズカット版の2枚組に特製ブックレット仕様。いずれも映像特典あり。 |
| 2014年1月15日  | でんぱの神神 DVD 神BOXビリワン / LEVEL.1 - 6       | PCBE-63565（6枚組） PCBE-54431 - 54436（単巻）                              | テレ朝動画での初冠番組。2012年6月 - 11月に配信された回のディレクターズカット版・他をDVD収録。"神(紙!?)封入特典"あり。                                                     |
| 2014年2月5日   | でんぱの神神 DVD 神BOXビリツー / LEVEL.7 - 12      | PCBE-63566（6枚組） PCBE-54437 - 54442（単巻）                              | 2012年11月 - 2013年4月の配信。ビリワンとほぼ同等の仕様。 |
| 2014年10月1日  | でんぱの神神 DVD 神BOXビリスリー / LEVEL.13 - 18   | PCBE-63568（6枚組） PCBE-54473 - 54478（単巻）                              | BS朝日・テレ朝動画で2013年4月 - 10月に放映された回のディレクターズカット版・他をDVD収録。BOX限定特典にBlu-ray。                                                           |
| 2015年3月18日  | でんぱの神神 DVD 神BOXビリフォー / LEVEL.19 - 24   | PCBE-63571（6枚組） PCBE-54539 - 54544（単巻）                              | 2013年10月 - 2014年3月の放映。ビリスリーとほぼ同等の仕様。 |
| 2015年7月2日   | でんぱコネクション Blu-ray BOX / DVD BOX           | PCXP-60044 (Blu-ray) PCBP-62167 (DVD)                                       | DISC1「でんぱコネクションフレンチ」映像特典、DISC2「でんぱコネクション」映像・音声特典、初回限定封入特典、封入特典。                                                      |
| 2015年7月2日   | でんぱコネクション フレンチ                        | PCXP-50320 (Blu-ray) PCBP-53330 (DVD)                                       | 映像特典、初回限定封入特典。 |
| 2015年7月15日  | でんぱジャック-World Wide Akihabara-               | PCBC-61743（6枚組）                                                         | |
| 2015年9月16日  | でんぱの神神 DVD 神BOXビリファイブ / LEVEL.25 - 30 | PCBE-63574（6枚組） PCBE-54545 - 54550（単巻）                              | 2014年4月 - 2014年9月の放映。ビリスリーとほぼ同等の仕様。 |
| 2015年10月21日 | 白魔女学園 オワリトハジマリ                        | PCBP-53400（DVD） PCXP-50328（Blu-ray） PCXP-50327（Blu-ray初回限定豪華版） | 前作「白魔女学園」の続編。 |
| 2016年3月16日  | でんぱの神神 DVD 神BOXビリシックス / LEVEL.31 - 36 | PCBE-63589（7枚組） PCBE-54631 - 54636（単巻）                              | 2014年9月 - 2015年2月の放映。神BOXは特典Blu-ray付。 |
| 2016年9月21日  | でんぱの神神 DVD 神BOXビリセブン / LEVEL.37 - 42   | PCBE-63621（7枚組） PCBE-54637 - 54642（単巻）                              | 2015年3月 - 2015年8月の放映。神BOXは特典Blu-ray付。 |
| 2017年3月2日   | でんぱの神神 DVD 神BOXビリエイト / LEVEL.43 - 48   | PCBE-63644（7枚組） PCBE-55351 - 55356（単巻）                              | 2015年7月 - 2016年3月の放映。神BOXは特典Blu-ray付。 |
| 2017年9月6日   | でんぱの神神 DVD 神BOXビリナイン / LEVEL.49 - 54   | PCBE-63655（7枚組） PCBE-55379 - 55384（単巻）                              | 2016年1月 - 2016年10月の放映。神BOXは特典Blu-ray付。 |
| 2018年3月21日  | でんぱの神神 DVD 神BOXビリテン / LEVEL.55 - 60     | PCBE-63717（7枚組）                                                         | 2016年3月 - 2017年6月の放映。神BOXは特典Blu-ray付。 |

### 主な楽曲提供者
- 前山田健一（作詞・作曲・編曲） - 「Future Diver」、「W.W.D」、「W.W.D II」、「ノットボッチ…夏」、「ちゅるりちゅるりら」、「おつかれサマー!」、「ハジマリ。〜WORLD WIDE DEMPA〜」など
- 釣俊輔（作曲・編曲） - 「でんでんぱっしょん」、「W.W.D II」、「ちゅるりちゅるりら」、「でんぱーりーナイト」、「あした地球がこなごなになっても」、「FD2〜レゾンデートル大冒険〜」、「イロドリセカイ」など
- 玉屋2060%（作詞・作曲・編曲） - 「でんぱれーどJAPAN」、「でんでんぱっしょん」、「サクラあっぱれーしょん」、「でんぱーりーナイト」など
- 畑亜貴（作詞） - 「Kiss+kissでおわらない」、「ピコッピクッピカッて恋してよ」、「Future Diver」、「でんぱれーどJAPAN」、「でんでんぱっしょん」、「FD2〜レゾンデートル大冒険〜」など
- 小池雅也（作曲・編曲） - 「Kiss+kissでおわらない」、「ピコッピクッピカッて恋してよ」、「Future Diver」、「FD2〜レゾンデートル大冒険〜」、「わっほい?お祭り.inc」、「Mirror Magic?」など
- 浅野尚志（作詞・作曲・編曲） - 「バリ3共和国」、「なんてったってシャングリラ」、「でんぱな世界〜It's a dempa world〜」、「ダンス ダンス ダンス」など
- かせきさいだぁ（作詞） - 「冬へと走りだすお!」、「ファンシーほっぺ♡ウ・フ・フ」、「くちづけキボンヌ」など
- NOBE（作詞） - 「ノットボッチ…夏」、「ナゾカラ」、「ムなさわぎのヒみつ?!」、「VANDALISM」など
- meg rock（作詞） - 「キラキラチューン」、「檸檬色」など
- 利根川貴之（作詞・作曲・編曲） - 「先生！次はバトルの時間です。」など
- 坂和也（作曲・編曲） - 「先生！次はバトルの時間です。」など
- 只野菜摘（作詞） - 「ORANGE RIUM」など
- Tom-H@ck（作曲・編曲） - 「破! to the Future」など
- 飛内将大（編曲） - 「檸檬色」など

### 主なMV監督
- 鶴岡雅浩 -「でんぱれーどJAPAN」など
- BOZO&YGQ -「強い気持ち・強い愛」など
- 山崎連基 -「キラキラチューン」など
- 志賀匠 -「でんでんぱっしょん」など
- スミネム -「ノットボッチ…夏」
- スミス -「ファンシーほっぺ♡ウ・フ・フ」など
- 柳沢翔 -「W.W.D Ⅱ」
- 瀬里善治 -「超絶ウルトラ☆HAPPY DAYS」
- 福居英晃 -「ギダギダ da ズバズバ da!!」
- 田辺秀伸 -「おつかれサマー」など
- 岡田文章 -「ムなさわぎのヒみつ ?!」
- 井口昇 -「PUNCH LINE!」
- 大河臣 -「子♡丑♡寅♡卯♡辰♡巳♡」

## 出演

### テレビ
過去のレギュラー
- でんぱコネクション（2012年7月28日 - 9月29日、tvk）[注 32]
- でんぱの神神（2013年4月13日 - 2018年9月29日[191]、BS朝日）
- コス-1ぐらんぷり（2013年6月13日 - 12月26日、第2・4木曜、ひかりTVチャンネル1）- 夢眠、藤咲。
- でんぱジャック-World Wide Akihabara-（2014年10月19日 - 2015年3月22日、フジテレビ）[192]
- でんぱコネクション フレンチ〜でんぱオシャレ探偵局〜（2015年4月3日 - 6月26日深夜、tvk）

不定期出演
- しまじろうのわお!（2014年1月13日 - 3月24日・他、テレビせとうち・テレビ東京系列）[注 33]
- musicる TV（2015年4月20日 - 10月19日各深夜・他、テレビ朝日）[注 34]

主な単発
- サンドウィッチマンのご当地アイドル発掘団（2011年6月25日、TOKYO MX）
- ナダールの穴（2011年12月5日・12日・19日各深夜、フジテレビ）
- 東京カワイイ★TV（2011年1月15日・2012年5月12日・2013年2月23日、NHK総合）
- ワンセグ☆ふぁんみ（2012年9月15日、NHKワンセグ2）[注 35]
- NexT「秋葉原から世界を目指せ!」（2012年12月29日深夜、日本テレビ）
- 最高の離婚（2013年3月14日 第10話・3月21日 最終回、フジテレビ）[注 36]。
- アイカツ!（2013年5 - 9月、テレビ東京）[注 37]
- でんぱ組.inc主演映画「白魔女学園」世界へお届けSP!!（2013年8月24日深夜、テレビ朝日）
- 赤ペン瀧川先生×でんぱ組.incの白魔女＆神神SP（2013年10月18日深夜、テレビ朝日）
- SOLD OUT! - Vol.9 でんぱ組.inc「ワールドワイド☆でんぱツアー2014」（2014年4月18日深夜、テレ朝チャンネル1）
- ワールドワイド☆でんぱツアー2014 in 日本武道館〜夢で終わらんよっ!〜 SPECIAL（2014年7月4日、スペースシャワーTV）
- カルチュラサークル（2014年8月9日・2015年1月31日各深夜、フジテレビ）[注 38]
- でんぱ組.incが横浜とアジアを繋ぐ!!東アジア文化都市2014日中韓文化交流編（2014年9月20日、BS日テレ）
- ブラマヨとゆかいな仲間たち アツアツっ!（2014年11月22日深夜、テレビ朝日）
- 神春!でんぱ組.inc 7時間スペシャル Zepp! 日比谷野音!! 武道館!!! 神ライブの光（オモテ）と影（ウラ）（2015年1月2日、テレ朝チャンネル1）
- M-ON! LIVE でんぱ組.inc『Check a でんぱ!のヒストリー』（2015年2月5日、MUSIC ON! TV）
- でんぱ組.inc SPECIAL（2015年2月6日・20日各深夜・他、テレビ朝日）
- SPACE SHOWER TV presents でんぱ組.inc 代々木第一体育館ワンマン『でんぱーりーナイトdeパーリー』ライブ生中継スペシャル（2015年2月11日、BSスカパー!）
- でんぱ組.inc Newアルバム『WWDD』発売記念1週間ジャック!（2015年2月15日 - 20日、スペースシャワーTV）
- でんぱ組.inc Newアルバム『WWDD』発売記念SPECIAL（2015年2月22日、スペースシャワーTV）
- でんぱ組.inc 代々木第一体育館ワンマン『でんぱーりーナイトdeパーリー』ライブダイジェストSPECIAL（2015年3月13日、スペースシャワーTV）
- ESPRIT JAPON（2015年5月11日深夜、BSフジ）[注 39]
- Rの法則 -「ライブ&トーク でんぱ組.inc」（2015年9月21日、NHK Eテレ）
- ROCK IN JAPAN FESTIVAL 2015 アーティスト特集 でんぱ組.inc（2015年11月4日、WOWOWライブ）
- TOKYO IDOL TV（2015年11月6日・11月13日、フジテレビ）[注 40]
- MTV VMAJ 2015 -THE PARTY!!-（2015年12月19日、MTV Japan）
- アイドル NEW YEAR サミット2016（2016年1月1日、フジテレビ）[注 41]
- CDJ15/16 でんぱ組.inc LIVE（2016年3月16日、WOWOWライブ）
- でんぱ組.inc GOGO DEMPA TOUR 2016 〜まだまだ夢で終わらんよっ!〜（2016年3月26日、テレ朝チャンネル1）[注 42]
- でんぱ組.inc 特番（2016年5月29日、MTV Japan）[注 43]
- 東映アニメーション創立60周年記念特番「栄光の60年!勝利の方程式」（2016年7月30日・31日、アニマックス）[注 44]
- でんぱ組.inc SPECIAL（2016年7月30日・31日、MTV）[注 45]
- でんぱ組.inc 3時間SP（2016年10月15日、テレ朝チャンネル1）[注 46]
- Uta-Tube（2016年12月3日・10日、NHK名古屋放送局 総合）
- でんぱ組.inc 幕神アリーナツアー2017 電波良好Wi-Fi完備!（2017年2月26日、WOWOWライブ）[注 47]
- でんでんでんぱ一挙放送（2017年3月20日、WOWOWライブ）[注 48]
- ネットで決戦!＃（笑）動画作ってみた（2017年3月29日、NHK BSプレミアム）[注 49]
- MTV LIVE：でんぱ組.inc -ねぇもう一回きいて？宇宙を救うのはやっぱり、でんぱ組.inc！-（2018年2月3日、MTV Japan）
- MTV LIVE MATCH（2018年3月31日、MTV Japan）[194]
- あにレコTV（2018年4月9日、テレビ東京）-『斉木楠雄のΨ難』特集。
- でんぱ組.inc コスモツアー 2019 in 日本武道館 夢眠ねむ卒業公演 〜新たなる旅立ち〜（2019年1月7日、テレ朝チャンネル1）- 生中継。
- でんぱ組.inc コスモツアー2019 in 日本武道館 ワレワレハデンパグミインクダ〜宇宙からの帰還〜（2019年2月9日、テレ朝チャンネル1）
- でんぱ組.inc コスモツアー2019 in 日本武道館 夢眠ねむ卒業公演〜新たなる旅立ち〜完全版（2019年3月24日、テレ朝チャンネル1）
- この指と〜まれ! season3（2019年5月26日深夜、フジテレビ）
- トリリオンゲーム 第2話・第3話（2023年7月21日・28日、TBS）[195]

### インターネットテレビ
レギュラー
グループ冠番組、複数メンバー出演、など
- 萌えキュン♥でんぱーてぃー（2011年、ニコニコ生放送） - 初冠番組
- 萌えろ!!エンジェルちゃん（2012年4月 - 7月、ニコニコ生放送） - 古川、夢眠、メインMC
- でんぱの神神（2012年6月15日 - 2019年2月8日、テレ朝動画）
- LOVEきゅんフィッシング（2013年3月8日 - 、テレ朝動画） - 相沢、成瀬、準レギュラー
- Geroと古川未鈴＆成瀬瑛美（でんぱ組.inc）の水鏡レポート（2013年6月25日 - 9月10日、ニコニコ生放送）[196]
- 萌えろ@エンジェルちゃん（2014年7月 - 10月、SHOWROOM） - 古川、夢眠、メインMC
- でんぱ組.incの神生ショッピング！（2014年1月 - 2019年6月、ニコニコ生放送、後期にはLINE LIVEでも同時放送） -『でんぱの神神』DVD発売記念。第1弾 - 第12弾、全12回。第9弾までの『でんぱ組.incのニコ生ショッピング！[197]』から改題
- ラジオでんぱ（2017年6月17日 - 11月25日、9月以外の毎月1回、でんぱとう） - ファンクラブ会員向け。各回にメンバー1人ずつローテーションで出演。生配信

特番
- UHHA! YAAA!! Tube!!!（2019年6月29日、YouTube）

### 映画
- めめめのくらげ（2013年4月）
- 白魔女学園（2013年9月） - 主演[198]
- gdgd妖精s っていう映画はどうかな…?（2014年9月） - ゲスト声優[149][199]
- 白魔女学園 オワリトハジマリ（2015年6月） - 主演[200]

### ラジオ
レギュラー
- 相沢梨紗（でんぱ組.inc）のラジオ活動（2016年4月4日 - 、エフエム富士） - 『GIRLS♥GIRLS♥GIRLS =RED ZONE=』枠。相沢のみ

過去のレギュラー
- でんぱ組.incのビビッと☆でんぱジャックなう!（2013年1月7日 - 2016年3月28日 、エフエム富士） - 初のラジオレギュラー冠番組。『GIRLS♥GIRLS♥GIRLS =FULL BOOST=』枠。相沢、成瀬
- JAM GEM DEMPA!!!（2019年4月6日 - 2021年3月27日、東海ラジオ） - 成瀬、鹿目、根本。アシスタントはGEMS COMPANY

主な単発
- オールナイトニッポンR（2015年1月10日、ニッポン放送） - 週替わりパーソナリティ。相沢、古川、夢眠
- 瀬戸内に萌えきゅん！大学生バトル（2018年3月21日、NHKラジオ第1放送） - 約3時間、生放送。瀬戸大橋30周年記念
- BUZZ FLAG（2018年9月22日・2019年1月5日、TS ONE） - 2時間、でんぱ組.inc特集
- オールナイトニッポン0(ZERO)（2024年12月31日、ニッポン放送） - 週替わりパーソナリティ。相沢、藤咲、高咲[201]
- ALL TIME でんぱ組.inc（2025年1月3日、NHKラジオ第1放送）

### インターネットラジオ
- DEMPA ch. TOKYO DEMPA INTERNATIONAL（2015年7月31日 - 2019年7月31日、月曜日に更新）- ラジオ番組『でんぱch.♥〜TOKYO DEMPA INTERNATIONAL〜』の英語版としてTuneIn Radioにて配信[202]。古川、藤咲。"助っ人"はマシューまさるバロン
- ラジナタ！（2019年4月限定、毎週金曜、Backstage Café）
- でんぱch.♥〜TOKYO DEMPA INTERNATIONAL〜（2015年4月1日 - 2020年3月27日、TOKYO FM、2020年4月 - 2025年1月、JFN PARK） - 古川、藤咲、高咲、愛川

### CM
- アーバンリサーチ「URBAN RESEARCH × でんぱ組.inc × SWITCH」（2012年1月25日 - ） - iPhone専用アプリ「Staff Style」、YouTubeチャンネル「URBANRESEARCHmedia」、アーバンリサーチルミネ有楽町店内デジタルサイネージにて配信[203]
- エバラ「お野菜シェイク」（2012年4月） - CMソングのみ
- シマンテック ノートン「オマモリー」（2012年4月） - WEB CM
- hoyu「Beauteen 泡立つミルキーヘアカラー」『ビューティーンに変身篇』（2012年4月 - ） - CMソングのみ
- WACOAL「シャキッとブラ」2013 A/W （2013年6月 - ） - 最上のみ出演。歌もでんぱ組.incが担当
- 中浦食品「どじょう掬いまんじゅう」（2013年12月 - ） - 山陰地方のみ限定で放送、歌もでんぱ組.incが担当
- 森永製菓「chupa chups × でんぱ組.inc」（2014年） - 歌もでんぱ組.incが担当[204]。チュッパチャプスグミの森篇（2014年6月 - ）
- 日清食品「日清カップヌードル」『現代のサムライ篇』（2014年3月 - ） - ライブシーンの楽曲もでんぱ組.incが担当[205]
- SHIBUYA109エンタテイメント「SHIBUYA109」『2015BARGAIN 篇』（2014年12月 - 2015年1月）[206]
- Fuji＆gumi Games「ファントム オブ キル」『会心の一撃篇』『絶体絶命篇』（2015年3月 - ）
- キリン
  - 「メッツ オレンジ」『登場篇（60秒Ver./30秒Ver.）』（2015年3月）
  - 「メッツ ライチ」『でんぱ組.inc篇』『恋のライチ篇』（2015年4月） - WEB限定CM「恋のライチ篇（30秒Ver.）」ではCMソングも担当
  - 「メッツ ピーチ」『ピーチ登場篇』（2015年5月）
  - 「メッツ グレープフルーツ」『グレフルモンスター予告篇』『グレフルモンスター篇』（60秒Ver./30秒Ver./15秒Ver.）『グレフルモンスター でんぱ組.inc篇』（2015年6月）、『グレフルモンスター セイジ篇』（2015年7月）
- 池田模範堂「ポケムヒ」『ポケムヒもったでんぱ組.incと、ハローキティ」篇』（2015年5月 - ）
- 山崎製パン「ヤマザキ 夏のおいしいキャンペーン」『夏の元気篇』（2015年7月 - ） - CMソングのみ
- Google「Chromecast」-「夢中になろう。YouTube を、テレビへ。」『でんぱ組.inc篇』（2015年7月 - ）『Ladybeard篇』（2015年11月 - ）
- Fuji＆gumi Games「ファントム オブ キル」
  - 『レーヴァテイン篇』『ティルフィング篇』『悪魔ほむら篇』（2015年12月 - 2016年1月）
  - 『スキル篇』『地形効果篇』『親密度篇』『武器相性篇』『マルチ対戦篇』『属性相性篇』ほか大久保佳代子との共演バージョン〈計7種〉（2017年3月）
- 三井不動産商業マネジメント「ラゾーナ川崎プラザ」『LAZONA BARGAIN』（2016年12月 - 2017年1月）
- セブン-イレブン・ジャパン「セブンカフェコーヒー」（2018年1月） -「高田純次とでんぱ組.incがコーヒー対決!!! ChuChuコーヒーバトル!!」[207]

### パチンコ
- CRぱちんこウルトラバトル列伝 戦えゼロ!若き最強戦士（2015年3月、オッケー.）
- ぱちんこCR銭形平次 with でんぱ組.inc（2017年1月、高尾）[208][209]
- P白魔女学園オワリトハジマリ（2019年6月、高尾）[210][211]

### ゲーム
- アイコイノート（2020年4月27日、GMOプレイミュージック）[212] - 相沢、成瀬、藤咲、鹿目、根本のみ

### イベント
- 「最前00」（さいぜんゼロゼロ）（2011年4月、TSUTAYA TOKYO ROPPONGI、5月 - 6月、渋谷パルコ・ロゴスギャラリー） - ファンタジスタ歌磨呂、MIKIO SAKABE、もふくちゃん、菅井俊之(Semitransparent Design™)によるコラボ企画。でんぱ組.incはモデル、ライブ、展示、1日店長、ワークショップなどを担当。協賛はカラーキネティクス・ジャパン、資生堂
- SHIBUYA FASHION FESTIVAL VOL.1（2012年3月23日、渋谷） - ゲリラライブ形式のインスタレーション
- 「Star Boat」PRイベント（2012年3月25日、ゲームパニック東京）
- でんぱ組.inc 恋夜（2012年5月18日、秋葉原ディアステージ） - チームラボソーシャル楽器
- Chim↑Pom「ひっくりかえる展」（2012年6月9日、ワタリウム美術館） - 屋台パフォーマンスで参加
- ルームス（2013年02月15日、国立代々木競技場第一体育館） - ファッションとデザインの国際合同展示会
- SCRAP Presents 謎カラシリーズvol.1「失われた楽曲を探せ!」（2013年5月 - ）[213]
- アキバノイズ2.0（2013年11月、3331 Arts Chiyoda）[214]
- 文化庁、横浜市主催イベント「東アジア文化都市2014横浜」広報親善大使（2013年12月11日就任）[215][216] また関連イベントに出演[217]
- でんぱ展.inc〜Welcome to でんでんパーク〜（2015年3月31日 - 4月22日、六本木ヒルズ umu）巡回開催（2015年5月15日 - 31日、名古屋パルコ西館8Fパルコギャラリー）
- 山梨県・富士吉田警察署「秋の全国交通安全運動」一日警察署長就任（2015年9月24日）[218]
- GirlsAward 2015 AUTUMN/WINTER（2015年10月24日、国立代々木競技場第一体育館）[219]
- 水都大阪ナニワハロウィンパーティー[注 50]（2015年10月31日、大阪市中央公会堂）[220]
- でんぱ展.inc GOGO でんでんパーク（2016年4月13日 - 5月1日、タワーレコード渋谷店8階「SpaceHACHIKAI」）
- 夢みる☆ディアステージ（2017年5月13日 - 21日、サンリオピューロランド）
- 艶めく☆ディアステージ[注 51]（2017年8月6日・13日・20日、新橋演舞場 地下特設会場「東〈あずま〉」）
- 甦える☆ディアステージ-Halloween pirikara stage-（2017年10月31日、恵比寿 LIQUIDROOM）
- 聖なる☆ディアステージ（2017年12月16日、舞浜アンフィシアター）
- 夢みる☆ディアステージ 2018 2度寝（2018年5月26日 - 6月3日、サンリオピューロランド）
- エアトリ presents 毎日がクリスマス 2018 〜聖なる☆ディアステージ〜（2018年12月25日、横浜赤レンガホール）
- たぬきゅん＆キティのズッ友♡Forever☆ in サンリオピューロランド 2019（2019年6月15日・16日・22日・23日、ピューロランド）

### キャンペーン
- TOYOTA 「SOCIAL APP AWARD」（2011年3月 - ）
- SANKYO 「FEVER創聖のアクエリオン転翅篇」（2011年3月 - ）
- サイバーエージェント「先生!次はバトルの時間です。」（2013年2月 - ）
- エクシング「JOYSOUND」（2013年5月 - ）- 謎カラ[221] など。
- 森永製菓「チュッパチャプス」（2014年1月 - ）
- Akatsuki「サウザンドメモリーズ」（2014年2月 - ）
- WIRED「でんぱ組.inc×WIRED」（2014年5月） - 時計ブランド「WIRED」とのコラボ企画。腕時計はメンバーのイメージカラーに合わせた全6色での発売となる。限定ボックスはシングル『Dear☆Stageへようこそ♡〜武道館LIVE記念限定盤〜』のジャケットイラストを利用している[222][223]。
- KDDI「auスマートパス」「au WALLET」「ビデオパス」（2014年8月 - ） - auのサービスを伝播するべく「au特命宣伝部長」に就任し、イベントや各種コンテンツ制作など様々なプロモーション活動を展開した[224]。
- Fuji & gumi Games 「ファントム オブ キル」（2014年9月 - ） - メンバー全員がゲームの主要キャラクターを演じたTVCM「会心の一撃篇」「絶体絶命篇」が2015年3月より一部地域で放送。また、メンバーを模したキャラクターがゲーム内に登場
- 秋葉原電気街振興会「秋葉原電気街まつり」（2014年11月 - 2016年12月） - 歴代最多の7回連続でイメージキャラクターに就任[225]
- 三井住友カード「でんぱ組.inc VISAカード」（2015年1月 - ）
- 愛踊祭（あいどるまつり） - テレビ朝日「musicるTV」主催のイベント。イベントのアンバサダーとして初年はアンジュルムと抜擢。また、審査用の課題曲として「とんちんかんちん一休さん」（2015年）、「すきすきソング」（2016年）などをカバー
- インター・アート・コミッティーズ「免許をとろう！合宿免許WAO!!（ワオ）」（2016年6月 - ） - 運転免許合宿にメンバーが実際に参加して無事に取得した[注 52]。その様子を、ファミリーマートの店内放送およびパンフレットやWebサイトに掲載
- 富士山マラソン（2016年） - 大会サポーター
- 無線LANビジネス推進連絡会（Wi-Biz）（2017年4月 - ） - 公認アンバサダー[226]
- 振袖VASARA（2018年6月 - 、バサラホールディングス）

## 書籍

### 写真集
- 月刊でんぱ組.inc×米原康正（2013年4月25日、イーネット・フロンティア）
- DEMPA MODELS X 100 COSPLAY（2013年8月8日、発行：クリアストーン、ファミマ・ドット・コム） - 著者：須﨑祐次。
- Dempa la mode（2015年2月18日、祥伝社）
- 『でんぱ組.inc WORLD TOUR 2015 つくる写真集』（2015年11月30日、日販） - ウキウキ研究所・しまうまプリントシステム。[注 53]
- 『でんぱ組.inc GOGO DEMPA TOUR 2016 つくる写真集』（2016年10月28日、日販）
- 『でんぱ組.inc つくる写真集』第3弾（2017年12月8日、日販）

### 電子写真集
- 月刊でんぱ組.inc×米原康正 DIGITAL BOOK（2013年5月27日 - 、月刊デジタルファクトリーにて配信）（月刊電子写真集定期購読サイト）

### 雑誌連載
- MARQUEE（92号 - 97号、発行：マーキー・インコーポレイティド、発売：星雲社） - メンバー個別のロングインタビュー連載、94号ではシングル『W.W.D』関連の全員インタビューも掲載
- Zipper（2013年12月 - 、祥伝社） - 「Depper」を連載

### 単行本
- MARQUEE別冊「でんぱブック」（2013年9月11日、発行：マーキー・インコーポレイティド、発売：星雲社）
- 『でんぱの神神』presents でんぱ組.incの妄想大百科（2014年1月31日、廣済堂出版）
- 白魔女学園 オワリトハジマリ 公式ヴィジュアルブック（2015年6月13日、ホビージャパン）
- MARQUEE別冊「続・でんぱブック」（2017年1月20日、発行：マーキー・インコーポレイティド、発売：星雲社）

### 漫画
- でんぱ受信中!!〜ひきこもり漫画家でんぱ組応援記録〜（2016年12月28日、小学館、漫画：くみちょう、監修：ディアステージ）[227]

## 受賞歴
- 2015 MTVヨーロッパ・ミュージック・アワード - ベスト・ジャパン・アクト部門 日本代表

## タイアップ
| 楽曲                                                   | タイアップ | 時期   |
| ------------------------------------------------------ | --- | ------ |
| Kiss+kissでおわらない                                  | PCゲーム『トロピカルKISS』オープニングテーマ                                                                                     | 2010年 |
| わっほい？お祭り.inc                                   | テレビ番組「ヲタ天」（4月 - ）バックグラウンドビデオ                                                                             | 2011年 |
| ピコッピクッピカッて恋してよ                           | OVA『Baby Princess 3Dぱらだいす0』エンディングテーマ                                                                             | 2011年 |
| でんぱれーどJAPAN                                      | ネット・テレビ番組『でんぱの神神』オープニングテーマ                                                                             | 2012年 |
| シナモンのパレード                                     | サンリオピューロランドのキャラクターシナモンの10周年記念ソング                                                                   | 2012年 |
| キラキラチューン                                       | テレビドラマ「怪速少女」主題歌                                                                                                   | 2012年 |
| 先生!次はバトルの時間です。                            | iPhone向けアプリ『先生!次はバトルの時間です。』テーマソング                                                                      | 2013年 |
| 少女アンドロイドA                                      | iPhone向けアプリ『先生!次はバトルの時間です。』テーマソング                                                                      | 2013年 |
| W.W.D II                                               | ドラマ『白魔女学園』主題歌 | 2013年 |
| ナゾカラ                                               | 通信カラオケ「JOYSOUND」を利用して行う謎解きゲーム「謎カラ」タイアップソング                                                     | 2013年 |
| にゅるにゅるミラクル                                   | テレビアニメ『にゅるにゅる!!KAKUSENくん』オープニングテーマ                                                                      | 2013年 |
| ファンシーほっぺ♡ウ・フ・フ                            | 「chupa chups×でんぱ組.inc」CMソング                                                                                             | 2014年 |
| サクラあっぱれーしょん                                 | ネット・テレビ番組『でんぱの神神』オープニングテーマ                                                                             | 2014年 |
| となりのドーナツ                                       | テレビ番組『しまじろうのわお!』2014年1月ダンス曲                                                                                 | 2014年 |
| ちゅるりちゅるりら                                     | 『日清カップヌードル 現代のサムライ篇』CMソング                                                                                  | 2014年 |
| でんでんぱっしょん                                     | 映画『渇き。』劇中歌 | 2014年 |
| 愛があるから!!                                         | 映画『gdgd妖精sっていう映画はどうかな…?』主題歌                                                                                  | 2014年 |
| Stand〜ここにいるよ〜                                  | 映画『劇場版 稲川怪談「かたりべ」』主題歌                                                                                        | 2014年 |
| バリ3共和国                                            | テレビ番組『でんぱジャック-World Wide Akihabara-』オープニングテーマ                                                             | 2014年 |
| Phantom of the truth                                   | スマートフォンRPG『ファントム オブ キル』テーマ                                                                                  | 2014年 |
| でんぱーりーナイト                                     | 『2014 WINTER 秋葉原電気街まつり』キャンペーンソング                                                                             | 2014年 |
| でんぱーりーナイト                                     | ファッションビル SHIBUYA109「7DAYS BARGAIN」「FINAL BARGAIN」CMソング                                                            | 2014年 |
| 超絶ウルトラ☆Happy Days / ギダギダdaズバズバda!!       | 2曲とも『ぱちんこウルトラバトル烈伝 戦えゼロ!若き最強戦士』プレイ中BGM                                                           | 2015年 |
| ダンス ダンス ダンス                                   | TVドラマ『でんぱコネクションフレンチ 〜でんぱオシャレ探偵局〜』テーマ                                                            | 2015年 |
| ギダギダdaズバズバda!!                                 | ネット配信番組『ニコニコゲーム実況チャンネル』（4月 - 6月）エンディングテーマ                                                    | 2015年 |
| PUNCH LINE!                                            | TVアニメ『パンチライン』オープニングテーマ                                                                                       | 2015年 |
| ムなさわぎのヒみつ?!                                   | 「ポケムヒS・ポケムヒS ハローキティ」キャンペーンソング                                                                          | 2015年 |
| ブランニューワールド                                   | 『白魔女学園 オワリトハジマリ』 主題歌                                                                                           | 2015年 |
| おつかれサマー!                                        | 『2015 SUMMER 秋葉原電気街まつり』                                                                                               | 2015年 |
| おつかれサマー!                                        | 山崎製パン「ヤマザキ 夏のおいしいキャンペーン」CMソング                                                                          | 2015年 |
| でんでんぱっしょん                                     | Google「Chromecast」CMソング | 2015年 |
| とんちんかんちん一休さん                               | 国民的アニメソングカバーコンテスト『愛踊祭（あいどるまつり）2015』エリア代表決定戦の課題曲モデルとして                           | 2015年 |
| あした地球がこなごなになっても                         | 『musicる TV』（9月）オープニングテーマ                                                                                          | 2015年 |
| アキハバライフ♪                                        | 『秋葉原電気街まつり』2015 WINTER 、2016 SPRING 、2016 SUMMER 、2016 WINTER 。                                                   | 2016年 |
| STAR☆ットしちゃうぜ春だしね                            | スタートアップの祭典「THE BRIDGE Fes」公式テーマソング                                                                           | 2016年 |
| STAR☆ットしちゃうぜ春だしね                            | ネット配信番組『ニコニコゲーム実況チャンネル』（4月 - 6月）エンディングテーマ                                                    | 2016年 |
| STAR☆ットしちゃうぜ春だしね                            | ネット配信番組『最上もがのもがマガ!』オープニングテーマ                                                                          | 2016年 |
| ダンス ダンス ダンス                                   | ラジオ番組『相沢梨紗のラジオ活動』オープニングテーマ                                                                             | 2016年 |
| あした地球がこなごなになっても                         | ラジオ番組『相沢梨紗のラジオ活動』エンディングテーマ                                                                             | 2016年 |
| Truth of the ZERO                                      | コンセプトフィルム『ファントムオブキル－ZEROからの反逆－』（4月 - ）テーマ                                                       | 2016年 |
| あはれ! 我らが世界の中心                               | テレビアニメ『あはれ!名作くん』（4月 - 2017年2月）主題歌                                                                         | 2016年 |
| すきすきソング                                         | 国民的アニメソングカバーコンテスト『愛踊祭2016』エリア代表決定戦の課題曲モデルとして                                             | 2016年 |
| Ψです I LIKE YOU                                       | TVアニメ『斉木楠雄のΨ難』第1期第1クールエンディングテーマ                                                                        | 2016年 |
| 最Ψ最好調!                                             | TVアニメ『斉木楠雄のΨ難』第1期第2クールオープニングテーマ                                                                        | 2016年 |
| WWDBEST                                                | 『LAZONA BARGAIN』CMソング | 2016年 |
| ガッテンダ                                             | ぱちんこ『CR銭形平次withでんぱ組inc』プレイ中BGM                                                                                 | 2017年 |
| だだだだだだっ!!                                       | ぱちんこ『CR銭形平次withでんぱ組inc』プレイ中BGM                                                                                 | 2017年 |
| ちゅるりちゅるりら                                     | ぱちんこ『CR銭形平次withでんぱ組inc』プレイ中BGM                                                                                 | 2017年 |
| サクラあっぱれーしょん                                 | ぱちんこ『CR銭形平次withでんぱ組inc』プレイ中BGM                                                                                 | 2017年 |
| Ψ発見伝!                                               | TVアニメ『斉木楠雄のΨ難』第2期エンディングテーマ                                                                                 | 2018年 |
| おやすみポラリスさよならパラレルワールド               | ラジオ番組『Dera☆Dear☆Stage』エンディングテーマ                                                                                  | 2018年 |
| ムーンライト伝説                                       | 国民的アニメソングカバーコンテスト『愛踊祭2018』エリア代表決定戦の課題曲モデルとして                                             | 2018年 |
| Dear☆Stageへようこそ♡                                  | 秋葉原ディアステージ名古屋店 ラジオCM                                                                                            | 2019年 |
| 世界が私の味⽅ならば…                                  | ラジオ番組 『JAM GEM DEMPA!!!』（4月 - ）エンディングテーマ                                                                      | 2019年 |
| 太陽系観察中生命体（コスモツアー 2019 in 日本武道館）  | ネット配信番組『NGC（ニコニコゲーム実況チャンネル）』（4月・5月）エンディングテーマ                                              | 2019年 |
| 子♡丑♡寅♡卯♡辰♡巳♡                                     | 802.11ah推進協議会(AHPC)・無線LANビジネス推進連絡会(Wi-Biz)「IEEE802.11ah実証実験」（5月）『ワイヤレスジャパン2019』にて共同出展 | 2019年 |
| 子♡丑♡寅♡卯♡辰♡巳♡                                     | ネット配信番組『NGC（ニコニコゲーム実況チャンネル）』（6月・7月 、木曜 - 日曜）エンディングテーマ                                | 2019年 |
| いのちのよろこび                                       | ネット配信番組『NGC（ニコニコゲーム実況チャンネル）』（6月・7月 、月曜 - 水曜）エンディングテーマ                                | 2019年 |
| 形而上学的、魔法                                       | ネット配信番組『NGC（ニコニコゲーム実況チャンネル）』（7月 - 2020年2月）エンディングテーマ                                       | 2019年 |
| もしもし、インターネット                               | ネット配信番組『NGC（ニコニコゲーム実況チャンネル）』（2月 - 4月）エンディングテーマ                                             | 2020年 |
| 愛が地球救うんさ！だってでんぱ組.incはファミリーでしょ | ネット配信番組『NGC（ニコニコゲーム実況チャンネル）』（4月 - 2021年4月）エンディングテーマ                                       | 2020年 |
| プリンセスでんぱパワー！シャインオン！                 | ネット配信番組『NGC（ニコニコゲーム実況チャンネル）』（4月 - 9月）エンディングテーマ                                             | 2021年 |
| 衝動的S/K/S/D                                          | ネット配信番組『NGC（ニコニコゲーム実況チャンネル）』（9月 - 12月）エンディングテーマ                                            | 2021年 |
| 好感Daybook                                            | ネット配信番組『NGC（ニコニコゲーム実況チャンネル）』（1月 - 2月）エンディングテーマ                                             | 2022年 |
| 初体験                                                 | ネット配信番組『NGC（ニコニコゲーム実況チャンネル）』（2月 - 3月）エンディングテーマ                                             | 2022年 |
| ドキ+ワク=パレード!                                    | ネット配信番組『NGC（ニコニコゲーム実況チャンネル）』（3月 - ）エンディングテーマ                                                | 2022年 |

## その他

### 主なコラボパートナー
クリエイターなど
- 愛☆まどんな
- せきやゆりえ
- ファンタジスタ歌麿呂
- 計良宏文（資生堂）
- JenFang（JENNY FAX）
- 蜷川実花
- borutanext5
- めーちゃん
- 伊藤潤二
- らっパル
- 陽子
- 谷口菜津子
- ICHASU
- 最後の手段
- くみちょう
- 浅野いにお
- 麻生周一 - テレビアニメ『斉木楠雄のΨ難』主題歌、スマホゲーム『斉木楠雄のΨ難 妄想暴走 Ψキックバトル』[232]。
- クイックオバケ
- 牛木匡憲
- エース明

ブランドなど
- ミキオサカベ
- JENNY FAX
- URBAN RESEARCH
- SPINNS
- RUDIE'S
- DOWBL
- DAMN! I LOVE INDONESIA
- クリアストーン
- 縷縷夢兎
- GraphersRock
- タツノコプロ
- サンリオ
- Semitransparent Design™
- セイコー
- ソニーモバイル
- エクシング
- 日販
- ナタリーストア

### ファンの著名人
でんぱ組.incのファンであることを公言している著名人。
- 麻生周一 - 漫画家。[233]
- 村上純（しずる）
- 塚田僚一（A.B.C-Z）
- 川後陽菜（乃木坂46）
- もう中学生
- 南明奈
- 松井玲奈
- 大場はるか（ナナランド）
- 松田るか
- 虫眼鏡（東海オンエア）
- 村上（マヂカルラブリー）
- 黒沼誠（ボーイフレンド）
- 石田芳道（ドドん）
- やさしいズ佐伯
- Yes！アキト
- シフォン大喜[234][235]